# 欧州連合における地理的表示および伝統的特産品の保護
本項目では、欧州連合における地理的表示および伝統的特産品の保護について解説する。欧州連合における地理的表示の保護制度は、2020年現在「農産物および食品の品質制度に関する欧州議会および欧州理事会の2012年11月21日の欧州規則No1151/2012」で規定されている。この規則では、原産地呼称保護、地理的表示保護、伝統的特産品保護および任意的品質用語を規定しており、本項目ではこれらの保護制度について解説する。
なお、地理的表示保護のテーマで「品質 (quality)」という単語が用いられるが、この文脈で使われる品質の語は、その製品の持つ好ましい特質や性質を指し、ISO9000:2015「品質マネジメントシステム－基本及び用語」 で定義される「品質」とは異なる。ISO9000で定義される品質は、顧客の期待や要求を満たす度合いを言う。一般に「あの肉屋の肉の品質はいい」「あのメーカーのカメラの品質はいい」などという場合の品質は、普通は「購入者の期待に応えている」という意味であり、これはISO9000で定義されるところの品質である。その製品の持つ好ましい特質や性質、例えば独特の風味や独創的な機能そのものを指して「肉の品質」とか「カメラの品質」と言っているわけではない。本稿では「品質」という単語を、ISO9000で定義される「品質」の意味以外には、なるべく用いないようにした。

## 概要

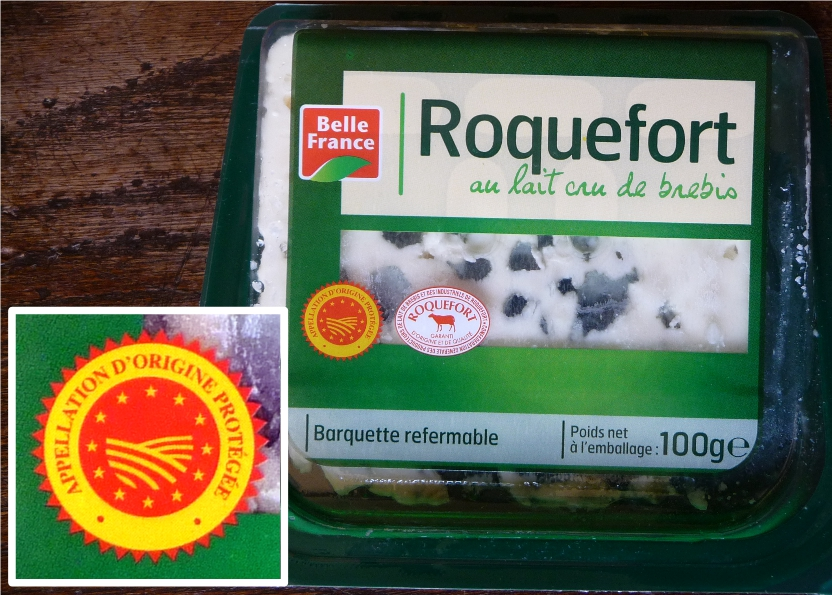
ロックフォール・チーズ
保護されている地理的表示の例としてもっとも知られているものの一つ。パッケージ上面にある、黄色と赤の丸いマークが保護される地理的表示のカテゴリーの一つであるPDO(原産地呼称保護)のマーク。

ヨーロッパでは土地の土壌や気候や伝統的手法というものは製品の質に決定的な影響を与えると多くの人が考えている。そのため原産地がどこであるかという表示に敏感である。一方で、例えば北米などでは地理的表示にはあまり関心をもたれない。シャンパンについているAOCラベルやスコッチウィスキーやアイリッシュウィスキーのGI'sマークは製品を特徴づけることにはならず、地理的表示は商標が持つブランドイメージほどに意味を持たない。
ヨーロッパのいくつかの国では昔から地域の特産物を保護し、市場へのアピールを強めるために地理的な名称の使用を管理する決まりを整備していた。フランスはその分野での第一人者であり、地理的表示の保護制度は、今をさかのぼること16世紀にロックフォール・チーズのためにその名称を保護したことに始まる。
1883年にはパリ条約で false indicationsの条項で地理的表示保護が規定されていた。1891年のマドリッド協定でもやはり地理的表示保護に触れている。20世紀に入って1958年のリスボン協定、1994年のTRIPS協定でも地理的表示の保護が規定されている。
1992年には欧州連合理事会が農産物および食品のための原産地呼称および地理的表示の保護に関する理事会規則No2081/92を制定した。この規則では原産地呼称保護 (PDO: the protected designation of origin) と地理的表示保護 (PGI: the protected geographical indication) の枠組みを定めている。同じ年に、伝統的特産品保護に関する理事会規則 No 2082/92が制定された。この認証の枠組みは欧州委員会規則No 1848/93の時点から伝統的特産品保護 (TSG:the traditional specialty guaranteed) と呼ばれている。その後この二つの理事会規則は、欧州規則No1151/2012に置き換えられて、2014年現在この規則が地理的表示の保護に関する現行の規則である。その他にもワインや蒸留酒の地理的表示の保護に関する法律や、その際の細則があり、主なものは以下の表のとおりである。
| 成立年 | 名称 | 備考                                                  |
| ------ | --- | ----------------------------------------------------- |
| 1989年 | 蒸留酒の定義、説明および表示に関する一般規則を定める1989年5月29日の欧州理事会規則No 1576/89 | 欧州規則No110/2008に置き換えられた。                  |
| 1990年 | ワイン及び原料のブドウの説明および表示のための細則を定める1990年10日及び16日の欧州委員会規則No3201/90 | 欧州規則No753/2002に置き換えられた。                  |
| 1991年 | アロマタイズド・ワインとアロマタイズド・ワインを原料とした飲料、アロマタイズドワイン・のカクテル製品の定義、説明および表示に関する一般規則を定めた1991年6月10日の欧州理事会規則No1601/91 | 欧州規則No251/2014 に置き換えられた。                 |
| 1992年 | 農産物および食品のための地理的表示および原産地呼称の保護に関する1992年7月14日の欧州理事会規則No2081/92 | 欧州規則No510/2006に置き換えられた。                  |
| 1992年 | 農産物および食品のための特性の証明に関する1992年7月14日の欧州理事会規則No2082/92 | 欧州規則No509/2006に置き換えられた。                  |
| 1999年 | ワイン市場の共通組織に関する1999年5月17日の欧州理事会規則No1493/1999 | 欧州理事会規則479/2008に置き換えられた。              |
| 1993年 | 農産物および食品のための特性の証明に関する欧州理事会規則No2082/92の適用に関する細則を定める欧州委員会規則No1848/93 | 欧州委員会規則No1216/2007に置き換えられた。           |
| 1994年 | 蒸留酒の定義、説明および表示に関する一般規則を定める欧州規則No1576/89およびアロマタイズド・ワインとアロマタイズド・ワインを原料とした飲料、アロマタイズドワイン・のカクテル製品の定義、説明、および表示に関する一般規則を定めた欧州規則1601/91に対する、多国間通商交渉のウルグアイ・ラウンドを踏まえた補足となる欧州規則No3378/94 | 欧州規則No 251/2014に置き換えられた。                 |
| 2002年 | ワイン分野の製品の一部の説明、名称、表示と保護に関して、欧州理事会規則1493/1999の適用のための規則を定める2002年4月29日の欧州委員会規則No753/2002 | 欧州委員会規則No607/2009に置き換えられた。            |
| 2006年 | 伝統的特産品としての農産物および食品に関する2006年3月20日の欧州理事会規則No509/2006 | TGSの規定。欧州規則No1151/2012に置き換えられた。      |
| 2006年 | 農産物および食品のための地理的表示および原産地呼称の保護に関する2006年3月20日の欧州理事会規則No510/2006 | PDOとPGIの規定。欧州規則No1151/2012に置き換えられた。 |
| 2006年 | 農産物および食品のための地理的表示および原産地呼称の保護に関す欧州理事会規則No510/2006の実施の細則を定める2006年12月4日の委員会規則No1898/2006 | 委員会規則No.664/2014に置き換えられた。               |
| 2007年 | 保障された伝統的特産品としての農産物および食品に関する欧州理事会規則No509/2006導入の細則を定める2007年10月18日の欧州委員会規則No1216/2007 | 委員会規則No.664/2014に置き換えられた。               |
| 2008年 | 欧州理事会規則No1576/89を廃止し、蒸留酒の定義、説明、表示及び地理的表示保護に関する2008年1かつ15日の欧州議会および理事会の欧州規則No110/2008 | 2021年に欧州規則2019/787に置き換えられる。            |
| 2009年 | ワイン分野の製品の原産地呼称保護、地理的表示保護、伝統用語、ラベル付けおよ表示に関して、欧州理事会規則No479/2008の実施の細則を定める2009年7月14日の欧州委員会規則No607/2009 |                                                       |
| 2012年 | 農産物および食品の品質制度に関する欧州議会および欧州理事会の2012年11月21日の欧州規則No1151/2012 |                                                       |
| 2014年 | 原産地呼称保護、地理的表示保護および伝統的特産品保護の統一シンボルを確立することに関することと、原料の調達、手続き上の規則および移行の規則に関して、欧州規則1151/2012に対する補足となる、欧州議会および欧州理事会の2013年12月18日の欧州委員会規則664/2014                                                                         |                                                       |
| 2014年 | アロマタイズド・ワイン製品の定義、説明、表示、ラベル付けおよび地理的表示の保護と、欧州理事会規則No1601/91の廃止に関する、欧州議会および欧州理事会の2014年2月26日の欧州会規則No 251/2014 |                                                       |
| 2019年 | ワイン分野における原産地呼称、地理的表示、伝統用語の保護の申請、異議申し立て手続き、使用の制限、製品仕様書の追加、保護の取り消し、ラベル付けと表示に関して、欧州議会および欧州理事会の、欧州規則No1308/2013の補足となる2018年10月17日の欧州委員会規則2019/33                                                                      |                                                       |
| 2019年 | 蒸留酒の定義、説明、表示およびラベル付け、他の食品の表示やラベル付けにおける蒸留酒の名前の使用、蒸留酒に対する地理的表示の保護、アルコール飲料における農業生産物由来のエチルアルコールおよび蒸留物の使用、および欧州規則110/2008の廃止に関する欧州議会および欧州理事会の2019年4月17日の欧州規則2019/787                           | 2021年から施行                                        |

欧州規則No1151/2012の言う「品質制度」とは原産地呼称、地理的表示、伝統的特産品また「山の産品」というような任意品質用語 (OQT: Optional Quality Terms) の保護の制度を指す。

## 原産地呼称保護 (PDO)

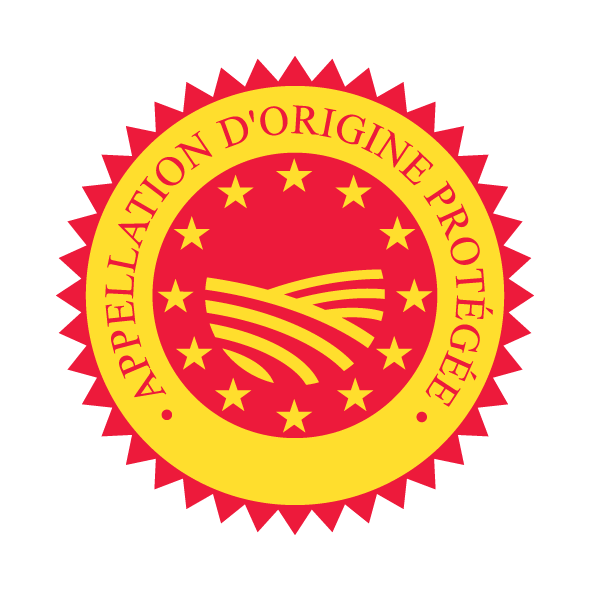
PDO(原産地呼称保護)のロゴ
ただし、当マークはフランス語のもの。

原産地名称保護（PDO: the protected designation of origin）とは、農業に関するヨーロッパの制度の一つで、農産物や食品の原産地名そのものを独占的・排他的に利用できる権利を保護する制度である。原産地名称 (Designation of origin) は、日本語では原産地呼称とも呼ばれ、地理的表示の一種である。

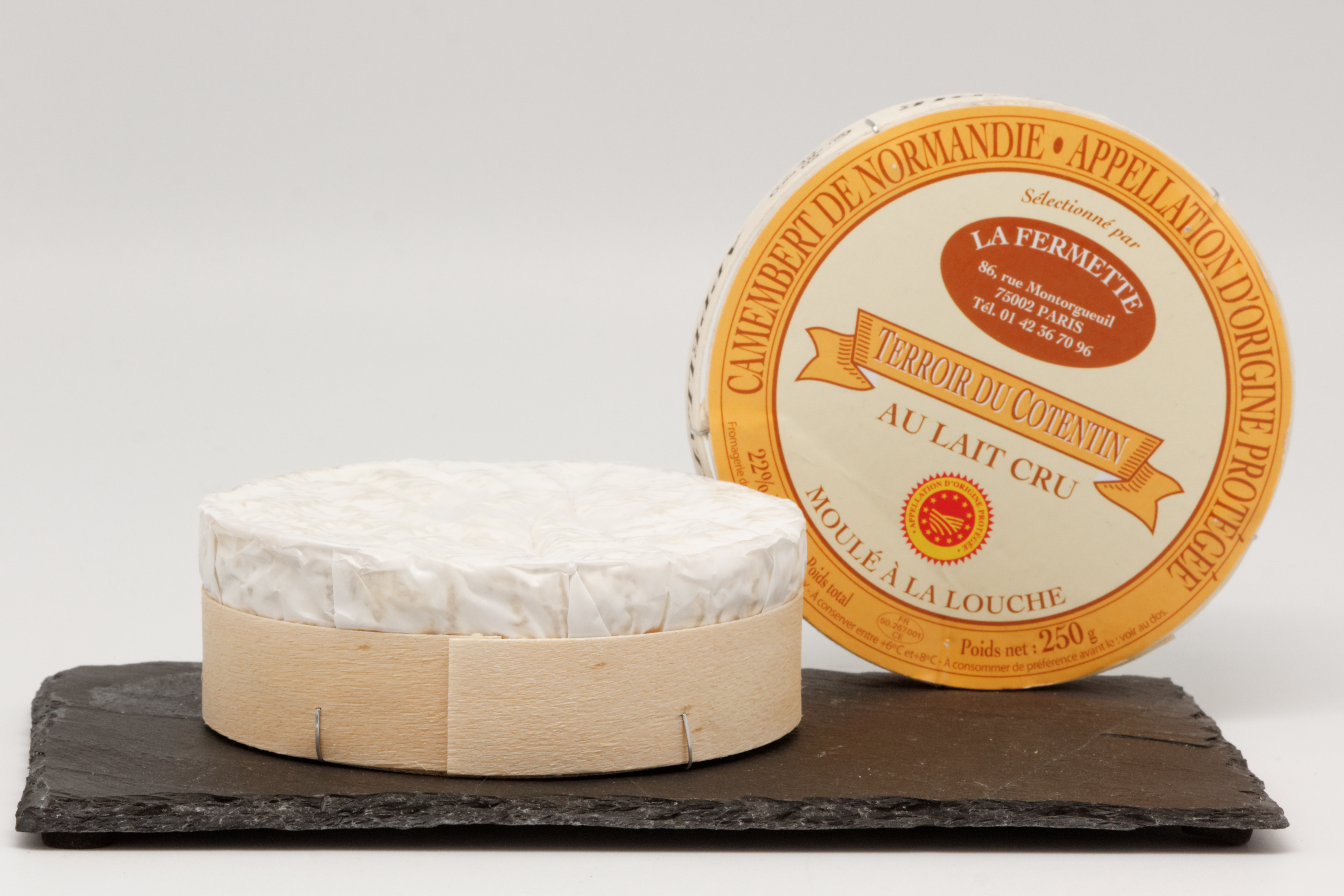
カマンベール・ド・ノルマンディのPDO表示
黄色と赤の丸い印。ただし、フランス語で表記されている(AOP: Appellation d'origine protégée)。

原産地呼称 (designation of origin)とは以下の要件を満たす製品の名前をいう。
- 特定の場所、地域、あるいは例外的な場合ではあるが、国を原産とすること。
- 自然や住人の要因を含む固有の地理的環境が製品の質または特性の本質的にあるいは他に見られない要因となっていること。
- その生産工程すべてが決められた地理的範囲内で行われること。

なお、原産地呼称は従来のフランスにおけるアペラシオン・ドリジーヌ・コントロレ (AOC) や1958年のリスボン協定2条で言及している原産地名称 (Appellation of Origin) に相当する。原産地名称 (Appellation of Origin) は一般的に言う地理的表示の一種である。
なお、以下にあげる条件に当てはまる名称は原産地呼称として登録して保護の対象とすることはできない。
- 一般的な単語となっている場合
  1. カマンベールチーズはフランスのカマンベールに由来する地理的表示だが保護される前に一般名詞になった。そこで、カマンベール・ド・ノルマンディを登録して、この地理的表示が保護されている。
  2. 一般的な単語となっているかどうかの判断はしばしば係争のポイントになる。例えば「パルメザン」は粉チーズのことなのか、パルミジャーノ・レッジャーノ地方のことなのかということについて欧州司法裁判所で二度にわたって争われたが結論はでていない[10]。
- 動植物の種類の名と間違えやすく、消費者がその動植物が原材料であると勘違いしそうなもの。
- 実在する地理的な名前であっても、既に登録されていたり、消費者が別の地域で産するものと勘違いするもの
同じ地名の場所がそれぞれ別の場所にいくつかあるということは珍しいことではなく、例えば、ウィーンという名前の村がボヘミア-モルダヴィア山地にある。
- 商標としてすでに登録されて、特定の製品を指すものとして周知されているもの。
これは「商標もつ評判や名声、使用されている期間に照らして[11]」判断される。つまり、商標として登録されていても、地理的表示が併存する形で登録されることがありうる。

原産地呼称や地理的表示が保護されている場合は、それらは明細書 (Specification) に適合していなければならず、明細書は以下の項目を含んでいなければならない。
- 製品の名称
- 製品の詳細
- 製品と結びつく地理的領域の範囲
- 製品がその地域でもたらされることを確かに示すもの
- 製造や育成の方法
- 製品の質や特性と地理的環境、または質、評判、特性と原産地の結びつきを実証するもの
- 製品が明細書の内容と合っていることを確認する機関や団体
- ラベルのつけ方についての特別のルール

消費者は、各国政府の監督下にある公の明細書に規定されている質の基準や原産地に適合していることをPDOのロゴマークが示すということを信頼してよい。商標と比較して、このロゴマークで保証される地理的原産地の表示は経済的な利益と結びついた重要な競争力を意味する。

## 地理的表示保護 (PGI)

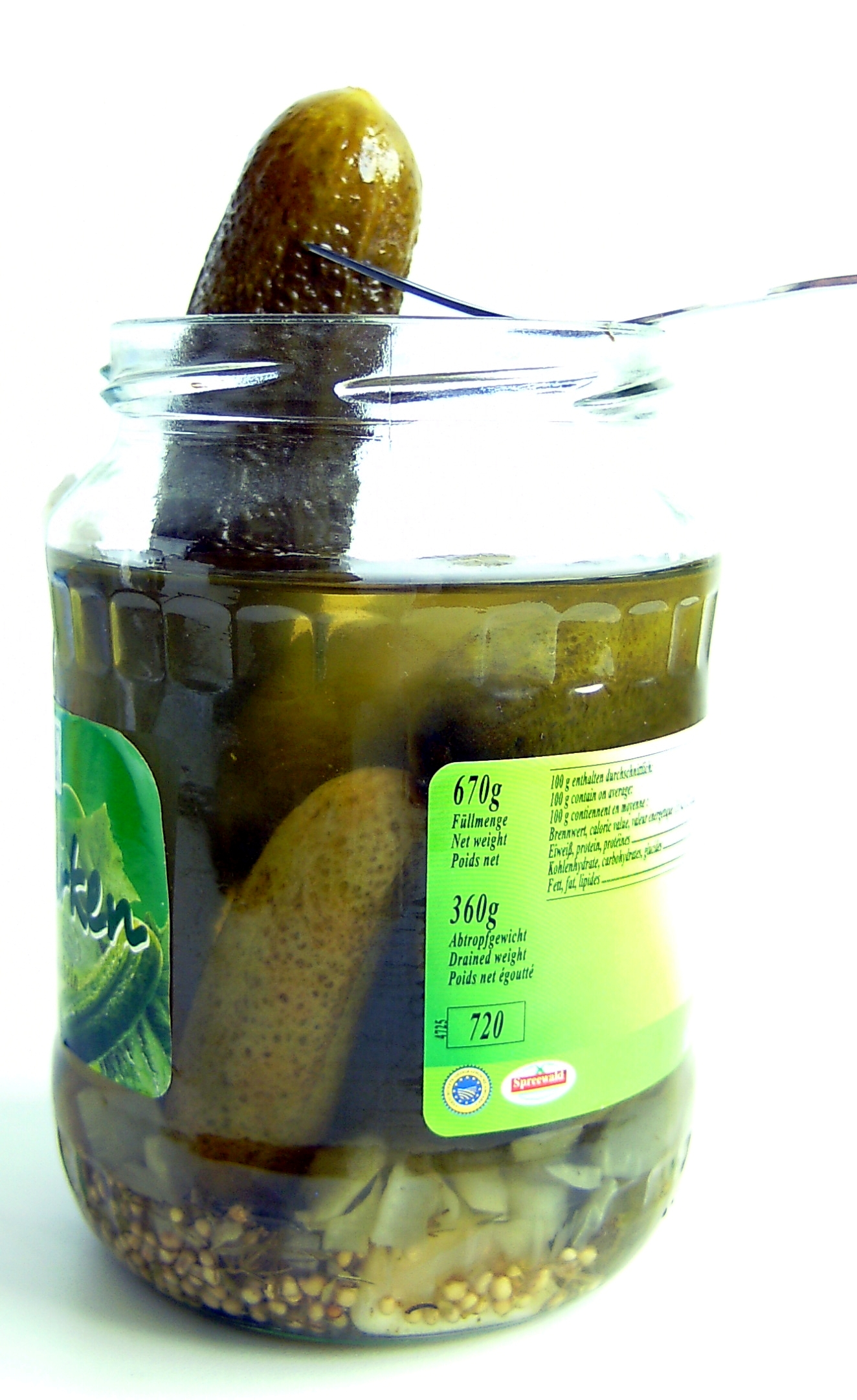
シュプレーヴァルト・キュウリ
ドイツのブランデンブルク州シュプレーヴァルトのキュウリのピクルス。写真右側のラベルの下側の角にある黄色と青の丸い印がPGIマーク。ただし、ドイツ語で表記されている(GGA:geschüzte geographische Angabe)。

地理的表示保護 (PGI: the protected geographical indication) とは、農業に関するヨーロッパの制度の一つで、農産物や食品の地理的表示を独占的・排他的に利用できる権利を保護する制度である。地理的表示 (geographical indication）とは以下の要件を満たす製品の名前を言う。これは、欧州規則No1151/2012で規定されている。
- 特定の場所、地域、あるいは例外的な場合ではあるが、特定の国を原産とすること。
- その質、評判、特性が本質的に地理的な原産地に理由を見いだせること。
- 少なくとも一つの生産工程が決められた地理的範囲内で行われること。

欧州規則における原産地呼称保護と地理的表示保護の主な違いは製品と地域の結びつきの強さにある。原産地呼称として登録し保護を受けるには、全ての製造工程がその原産地としている地域で行われなければならない。それに対し地理的表示保護を受けるために必要な要件は、対象の製品の性格の一部が当該地域に原因を見いだすことができ製造工程の一部が特定の地域で行われていることだけである。
原産地呼称と同様、以下にあげる条件に当てはまる名称は地理的表示としても登録して保護の対象とすることはできない。
- 一般的な単語となっている場合
- 動植物の種類の名と間違えやすく、消費者がその動植物が原材料であると勘違いしそうなもの。
- 実在する地理的な名前であっても、既に登録されていたり、消費者が別の地域で産するものと勘違いするもの
- 商標としてすでに登録されて、特定の製品を指すものとして周知されているもの。

地理的表示が保護されている場合は、それらは明細書 (Specification) に適合していなければならず、明細書は原産地呼称と同様の項目を含んでいなければならない。
消費者は、PDOのロゴマークと同様に、各国政府の監督下にある公の明細書に規定されている質の基準や原産地に適合していることをPGIのロゴマークが示すということを信頼してよい。商標と比較して、このロゴマークで保証される地理的原産地の表示は経済的な利益と結びついた重要な競争力を意味する。

## 伝統的特産品保護

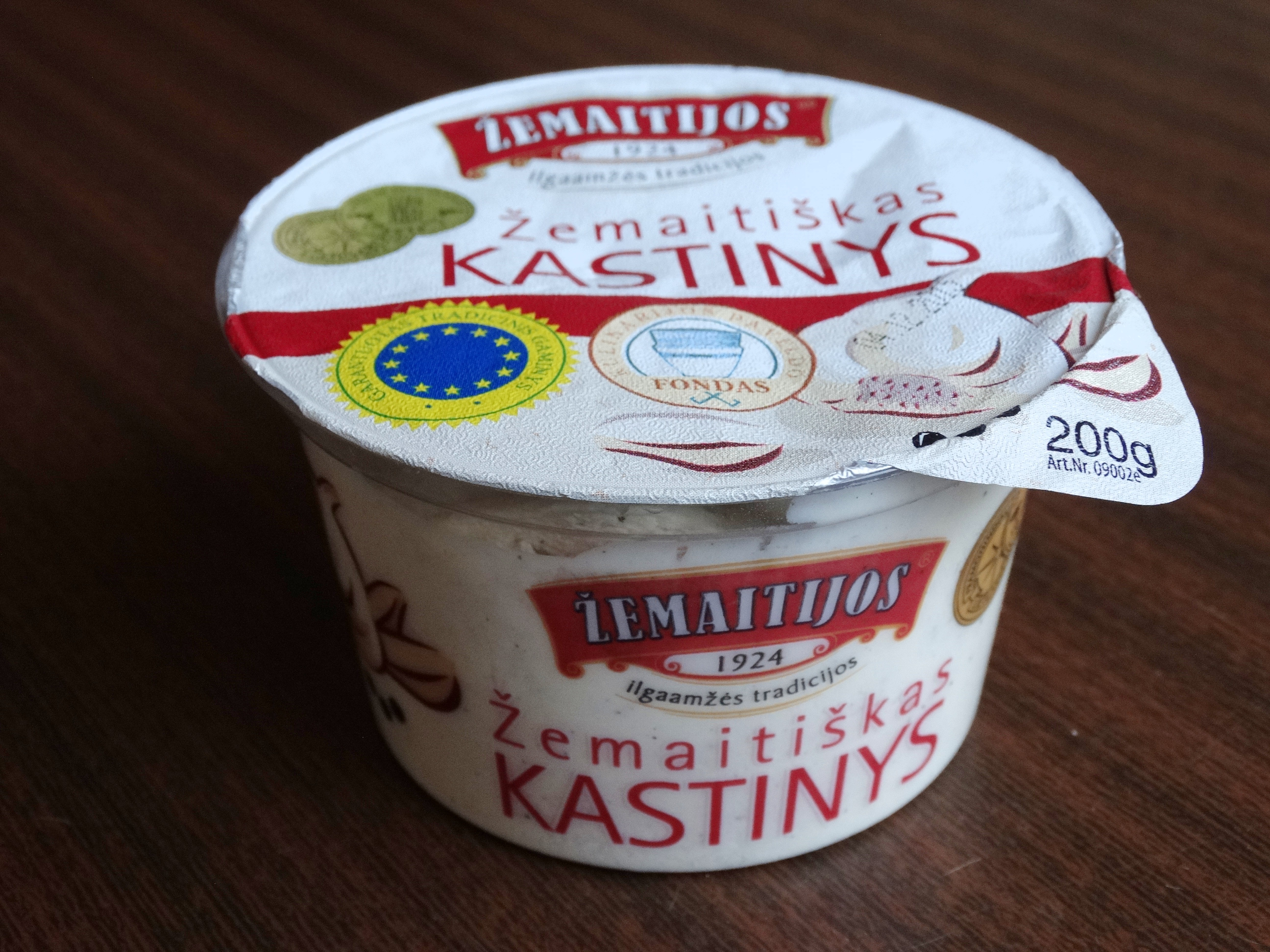
リトアニアのジェマイティヤ・バター
サワークリームを主原料とするバターのような食品。TSG(伝統的特産品保護)の例。パッケージの青い丸いマークがTSGのマーク。

伝統的特産品保護 (TSG：traditional speciality guaranteed) とは伝統的な製法やレシピに対する保護の仕組みである。欧州規則No1151/2012より前の欧州共同体の規則では原産地呼称や地理的表示とは違う規則として規定されていたが、欧州規則No1151/2012からは同じ規則で規定されている。製品の出自を示すものではない。製品が以下のいずれかの条件を満たす場合に、その名称を伝統的特産品として登録することができる。
- 対象の産品の製造、処理、調合のモードが伝統的なやり方に対応している。
- 対象の産品が伝統的に使われてきた原材料から作られている。

また、その名称は以下のいずれかの条件を満たさなければならない。
- 対象の製品に対して伝統的に使用されていた名称である。
- 対象製品の伝統的な特性や特別な特性が特定できる名称である。

2020年5月24日現在、EUのリストには76品目のTSGが記載されている(ステータスはRegisterd, Applied, Published)。リストにはPOD、PGI,、TSGが合計で3713項目載せられているので、TSGはPDOやPGIに比べると利用実績がずっと少ないと言える。

## 任意的品質用語
任意的品質用語（Optional quality terms）とは、欧州規則No1151/2012で導入された、品質制度の第二の階層に相当する保護の仕組みである。これはその製品の属するカテゴリーや育成方法、特定の場所で適用される製法上の属性に関する横断的な特性を示すことになる。欧州規則No1151/2012が制定された時点で対象となっていた用語は「山の産品 (mountain product)」で、欧州規則No1151/2012の31条に規定されている。山岳地帯で飼育され、それが加工品であれば山岳地帯で加工されたものに対して使用することができる。EAGGFによる農村部発展にの支援に関する欧州理事会規則No 1257/1999の18条1項に規定されている地域がここでいう山岳地帯である。
欧州規則No.1151/2012では、島嶼部で生産された食品について欧州委員会が「島の産品 (Product of istland farming)」についてのレポートを2014年1月までに提出することになっていた。レポートはその任意品質用語の利点を上げたが、最終的には島の産品の用語の制定は見送られることになった

## 喚起 (evocation) について

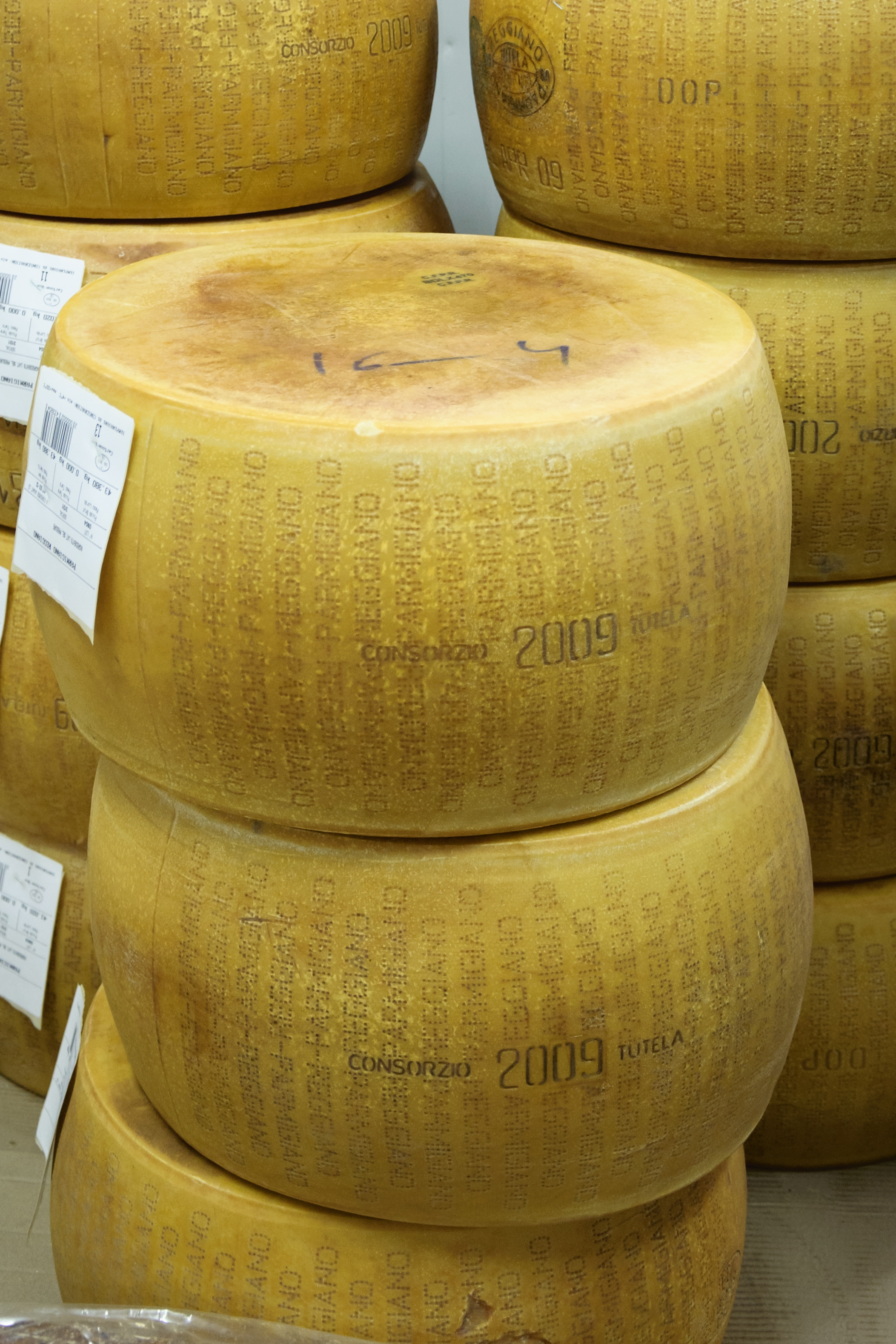
パルミジャーノ・レッジャーノ
パルメザンの名がパルミジャーノ・レッジャーノを喚起するのか、単なる粉チーズとして認識されているのか長い間議論になっている。

欧州規則で地理的表示がどのようなことについて保護されているのかを規定している条項には「喚起 (evocation)」という言葉が使われている。例えば、原産地呼称保護 (PDO) と地理的表示保護 (PGI) についての欧州規則No1151/2012の13条には「13条 1. 登録された名称は、(b)―いかなる誤用、模造、喚起 (evocation)、から保護される」とされている。要するに登録された名称を消費者の頭の中に喚起するような表現を他で使ってはいけないという事なのだが、これがしばしば争いになる。欧州裁判所で争われた例では、例えば以下のような例がある。

### カンボゾーラ(Cambozola) C-87/97
ゴルゴンゾーラ (Gorgonzola)を喚起するとしてオーストリアにおける商標登録の取り消しとカルボゾーラの名称の使用禁止を求めて訴えが提起された。欧州裁判所はカンボゾーラはゴルゴンゾーラを喚起するものと判断したが、商標登録がなされた当時の法律に基づき登録が適当であったのかどうかを考慮して、商標の使用の継続についてはオーストリアの裁判所が判断する必要があるとした。

### パルメザン (Parmesan) C-132/05
C-132/05では直接「喚起」が争点になったわけではないが、当時の欧州共同体の欧州委員会が、粉チーズとしてのパルメザンという名前がパルミジャーノ・レッジャーノ (parmigiano reggiano) を喚起するものであるにもかかわらず、ドイツ政府はパルミジャーノ・レッジャーノの名の保護に熱心でないと訴えを提起したものである。欧州裁判所は根拠がないとして訴えを退けた。
また、裁判以外の例では商標登録が拒否された例を挙げることができる。ロンカリフォール (RONCARIFORT) がPDOのロックフォール (ROQUEFORT) を喚起し、カソーリヴァ (CAZORLIVA) がやはりPDOのシェラ・デ・カソーラ (SIERRA DE CAZORLA) を喚起するとして、当時の欧州共同体商標意匠庁 (OHIM: Office for Harmonization in the Internal Market (Trade Marks and Designs)) にそれぞれの商標の登録を拒否された。

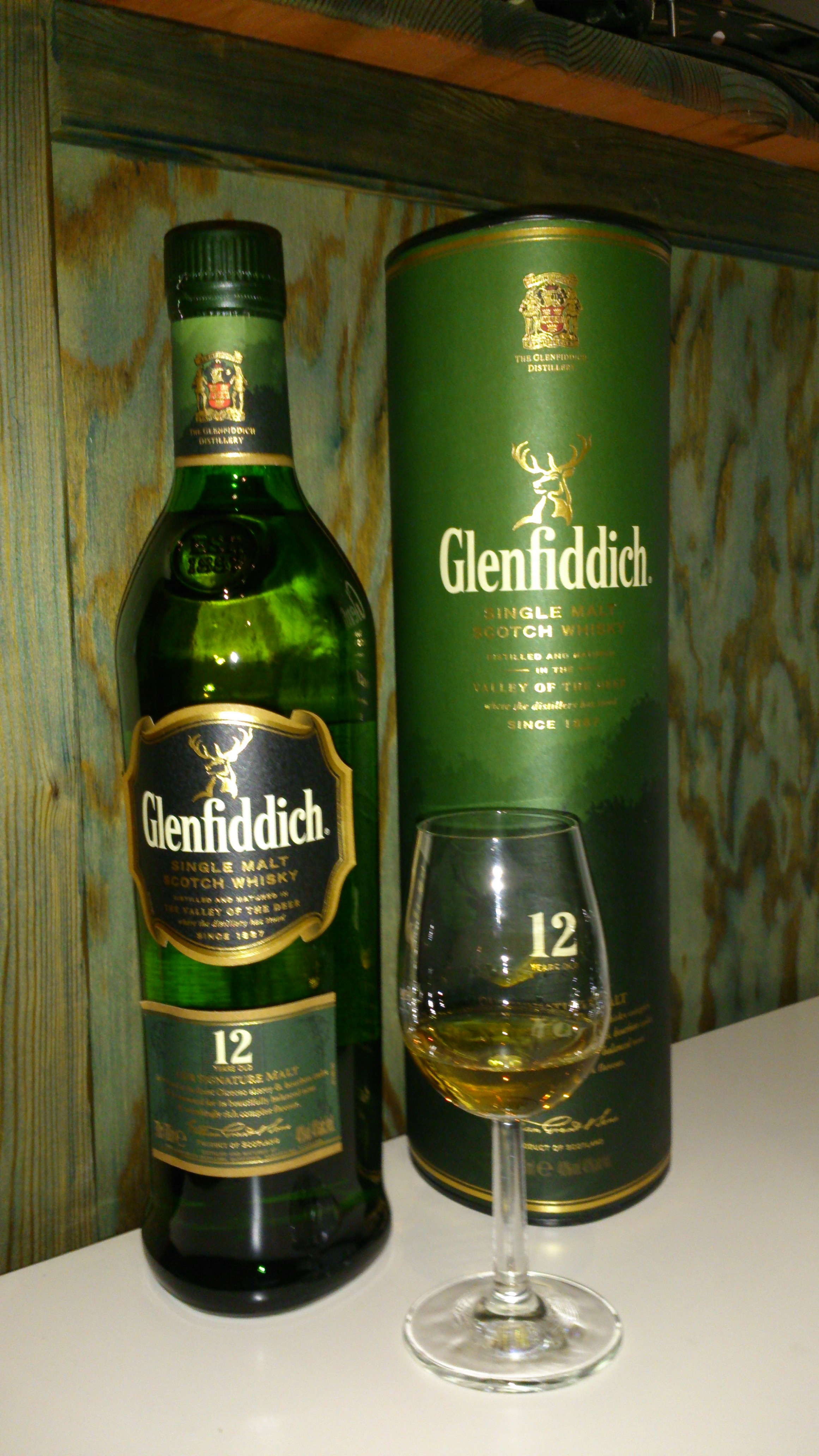
本物のスコッチウィスキーのひとつ: グレンフィディック
「グレン」の語はスコッチウィスキーを思い起こさせるとされている。

次の例は、一見したところ商品の名称が直ちに保護された原産地呼称 (PDO) や地理的表示 (PGI) に似ているわけではないが、しかし、保護された地理的表示を喚起するとして欧州規則違反であると最終的に判断された例である。
ウィスキーのネット販売業者が「グレン・ブッヘンバッハ (Glen Buchenbach)」という名でドイツ製のウィスキーを販売した。この名称について、当該のウィスキーを「グレン・ブッヘンバッハ」の名で販売することを差し止めるよう、イギリスのスコッチウィスキー協会はハンブルクのラント裁判所に訴えを提起したのである。このウィスキーは、シュトゥットガルトから30キロほどのところにあるベルグレンの醸造所で製造されているものであり、この町はブッヘンバッハ川に沿って人が生活している。もちろん、このウィスキーがドイツのベルグレンで製造されたものであることは、ラベルにはっきりと明記してある。しかし、スコッチウィスキー協会によれば「グレン」という語はスコットランドにおいて「谷・渓谷」の意味で広く使われる語で、それはスコッチウィスキーの個々の製品の名前としての商標の一部をなしており、同協会は主張するところでは「グレン・ブッヘンバッハ」の名はスコットランドや保護された地理的表示であるスコッチウィスキーとの関連を喚起する (evoke) ものである。
この訴えは欧州規則No110/2008 16条に基づいており、そのためハンブルクのラント裁判所は欧州裁判所に意見を求めたのである。なお、欧州規則No110/2008は酒類に関する地理的表示についての規則で、この規則の16条は、食品一般の地理的表示に関する規則の欧州規則No1151/2012の13条とほぼ同じ表現で、地理的表示の保護される内容を規定している。
欧州裁判所は、保護された地理的表示やその一部を直接使用しているわけではないし、保護された地理的表示と一緒に使われる語であるということ自体が誤解を招く表示ということにはならないとして、この製品の名称が欧州規則No110/2008に沿っていないと直ちには認めなかった。ただし、「グレン」という語から平均的なヨーロッパの消費者がスコッチウィスキーのイメージを喚起 (evocation) するかどうかをハンブルクのラント裁判所は判断する必要があるとした。
これを受けて審理を続けたハンブルクのラント裁判所は、最終的に2019年2月7日に「グレン・ブッヘンバッハ」の名称は誤解を招く表示であると判断した。スコッチウィスキー協会は、ヨーロッパにおいては名前に「グレン」の語が冠されているウィスキーは必ずスコッチウィスキーであることを示したのに対し、「グレン・ブッヘンバッハ」側はスコッチウィスキー以外に「グレン」が使われているという十分な反証ができなかったのである。言ってみれば、「グレン」と言えばスコッチウィスキーということであり、つまりスコッチウィスキーのイメージを喚起し、間違いや誤解を引き起こすと判断された。実際の生産地（ドイツ・ベルグレン）が明記していある点については、欧州裁判所はこのことが消費者が誤解する可能性を弱めることはできないという意見を付け加えている。

## 保護された原産地呼称の使用が認められた例

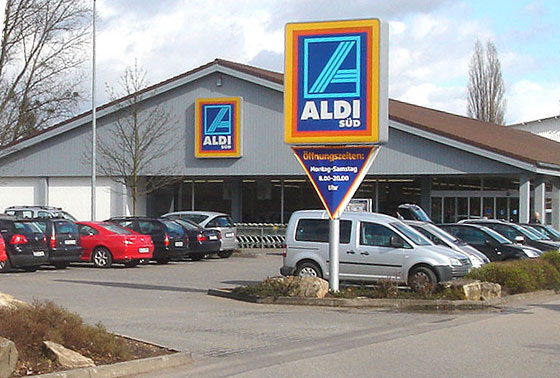
アルディ・ズゥト
シャンパンシャーベット(Champagner Sorbet)という商品名についてシャンパーニュ委員会(CIVC)と5年にわたって争った。

原産地呼称が厳重に保護されているといっても、販売する製品に適当な名前を付けるとすると、そこに原産地呼称が含まれる場合もある。例えば、ドイツのスーパーマーケットであるアルディ・ズゥト (Aldi Süd Dienstleistungs-GmbH & Co. OHG) は2012年のクリスマスシーズンに「シャンパンシャーベット (Champagner Sorbet)」という氷菓を売り出した。これは実際に12%のシャンパンを含むシャーベットであった。つまり、この名前は、その製品にシャンパンが相当量含まれており、それがこの製品の重要な特性の一つとなっていることを示しているのである。これに対してシャンパーニュ委員会 (CIVC: Comité Interprofessionnel du Vin de Champagne) が、原産地呼称保護の保護対象である原産地呼称「シャンパーニュ (Champagne)」の権利の侵害であるとして、ミュンヘンのラント裁判所にシャンパン (Champagner) の名称の使用の差止の訴えを提起した。この訴えは最終的にドイツの連邦裁判所で争われた。CIVCの訴えは、欧州規則No1234/2007 118m項および欧州規則No1308/2013 103項に基づいており、連邦裁判所は当該欧州規則の解釈について欧州第一審裁判所に判断を求めたのである。これに対して欧州第一審裁判所は、アルディ・ズゥトが当該氷菓にシャンパンの名前を使用することは原産地呼称の権利の侵害には当たらないと判断を示した。

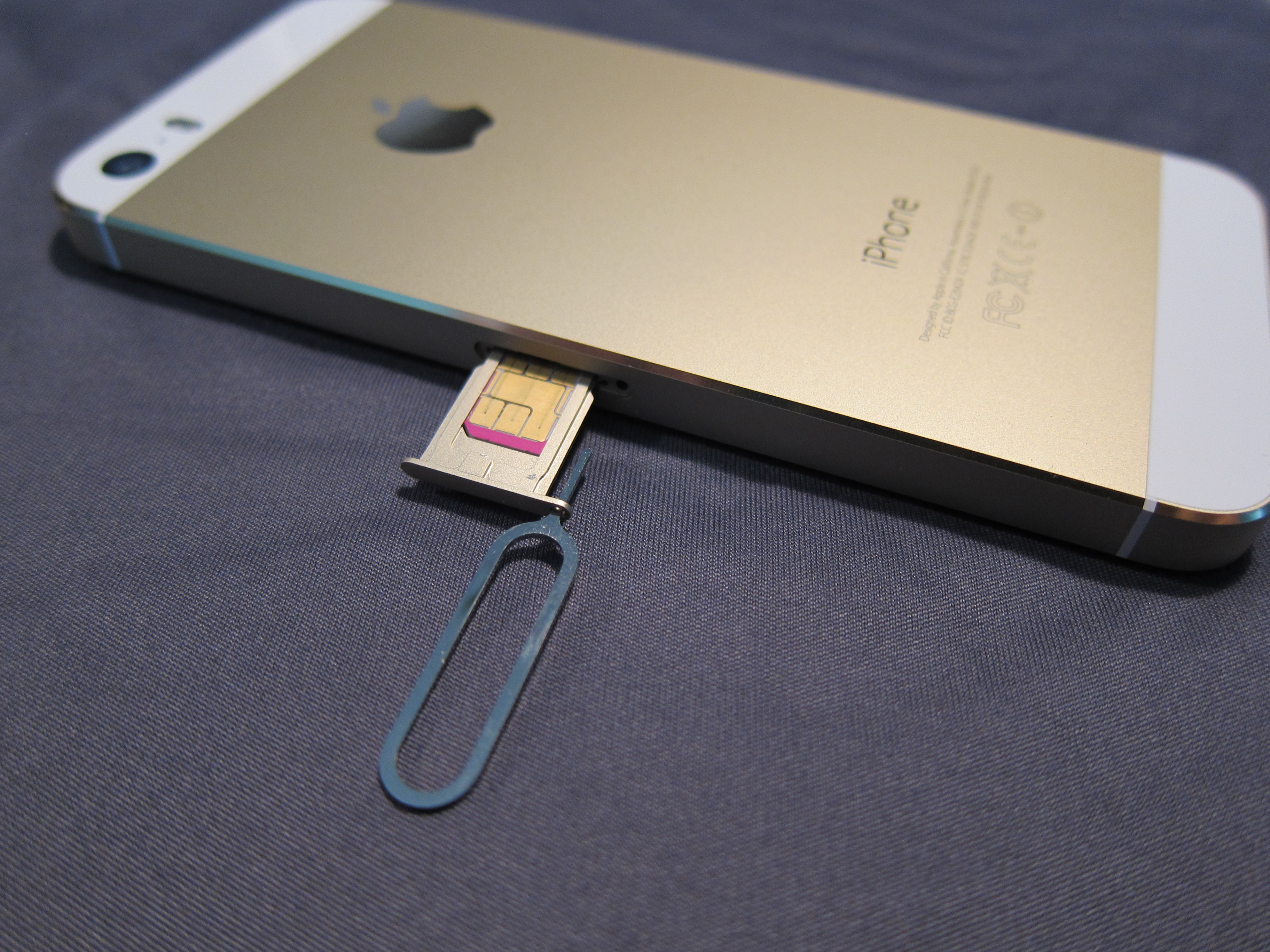
iPhone 5S
CIVCはAppleに対し「「シャンパン」ゴールド」の名称を使用しないように注意を促した。

具体的には、以下のように説明している。シャンパンの質はシャンパンシャーベットの材料全体の中で重要ではあるものの、シャーベットの中でそれがすべてではない要素であり、同時にシャーベットの特質がシャンパンに結びついていることをシャンパンシャーベットの名称は示している。もし、食品がその重要な特質として、保護された原産地呼称の示す素材に由来する特質を持っていない場合は、その原産地呼称の使用は不適切な使用ということなる。しかし、アルディはシャンパンシャーベットにおいてシャンパンが重要な素材になっているとその名で示すことを、悪意なく意図したのであって、誤解を招く表示とは言えない、としたのである。
ただし、アルディ・ズットは、2012年のクリスマス以降シャンパンシャーベットの販売をやめた。
ちなみに、CIVCはこの件だけでなく、2013年にはiPhone 5sの色のひとつを「シャンパンゴールド」としたApple、2014年にはペンネームとして「シャンパン・ジェーン」を使用したワインライター・編集者のレイチェル・ジェーン・パウェル、2015年にはフロアパネルのシリーズにやはりシャンパンの語を含めたボール&ヤング社（英）などとシャンパンの語の使用について争った。

## 欧州域外の地理的表示の保護と欧州の地理的表示の域外での保護

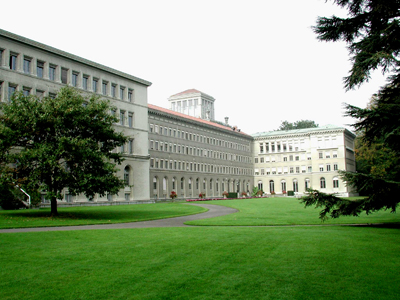
WTO本部(ジュネーブ)
地理的表示に関する紛争がしばしばWTOに持ち込まれる。

知的所有権の保護を定めるTRIPS協定によれば、知的所有権に関して自国民に認める待遇より不利でない待遇を他国の国民にも与えなけれはならないことになっているが、ヨーロッパで地理的表示の保護制度が確立された当初は必ずしもそうなってはいなかった。
そのため、1999年にアメリカは、当時のヨーロッパの地理的表示保護制度を規定した欧州理事会規則No 2081/92に関して、当時の欧州共同体に対して関税及び貿易に関する一般協定 (GATT) 22条に基づく二国間協議を申し入れた（WTO紛争案件番号 DS174）。2003年にもアメリカが議題を追加し再度二国間協議を申し入れたが、結局、二国間協議では解決できなかった。そこでアメリカはWTOの紛争解決機関 (DSB：Dispute Settlement Body) にパネル（小委員会）の設置を要請した。オーストラリアと欧州共同体との間でも同様の紛争があったので（WTO紛争案件番号 DS290）、DSBはまとめて一つのパネルを設置した。
アメリカが主張したことは主に次の二点にまとめることができる。
1. 地理的表示の保護に関して、欧州域外の国の国民と製品が差別されている。
2. 欧州域外の商標が保護されていない。

これをうけてパネルが欧州理事会規則を精査したが、結果をまとめると以下の四点のようになる。
保護の有効性
欧州理事会規則は欧州域外の政府の地理的表示保護の手続きが欧州のものと同等 (equivalence) であることを求めており、欧州で保護されている地理的表示が欧州域外の政府の下でも互恵的に保護されるべきである (reciprocity) としていることは、TRIPS協定3条1項およびGATTIII条4項に違反しているとした。というのも、確かに「公式的には同じもの」を適用しているが、それが欧州域外の国民や製品に対する機会の平等をゆがめているとみなした。
申請及び異議申し立ての手続き
WTO加盟国が欧州と同様の仕組みを作る義務がない以上、欧州における欧州域外の地理的表示の保護を申請する手続きに必ずしも対応できるとは限らず、異議の申し立てにしても欧州共同体とは無関係の自国の政府に対して行わなければならないのは同じ待遇とは言えないと判断し、GATTXX条 (d) で規定される例外として正当化されるものではないとした。
検査の枠組み
欧州理事会規則は、保護された地理的表示の対象となっている製品があらかじめ決められた仕様に合っているかどうかを検査する仕組みを求めており、欧州域外の者が地理的表示の保護を申請する場合、その地域に検査の仕組みがあるという宣言書を添付することになっていた。しかし、WTO加盟国は欧州理事会規則で定められている検査の仕組みを自国内で確立しなければならない義務はなく、したがって欧州域外の申請者はそのような検査の仕組みを利用できる権利もなけれは、そのような仕組みづくりを自国の政府に求める権利もなく、結果として欧州域内での地理的表示の保護を受けられないことになっていると判断した。
商標との関係
保護された地理的表示と混同することを防ぐために、欧州理事会規則ではすでに登録されている商標の権利を認めておらず、これは商標の権利を定めたTRIPS協定16条1項に違反するとアメリカは申し立てた。しかしパネルは、このことはTRIPS協定17条の例外規定によって正当化されるとみなした。
このパネルの報告書を受けて、欧州連合は欧州理事会規則No2081/92、No2082/92 を改めた。

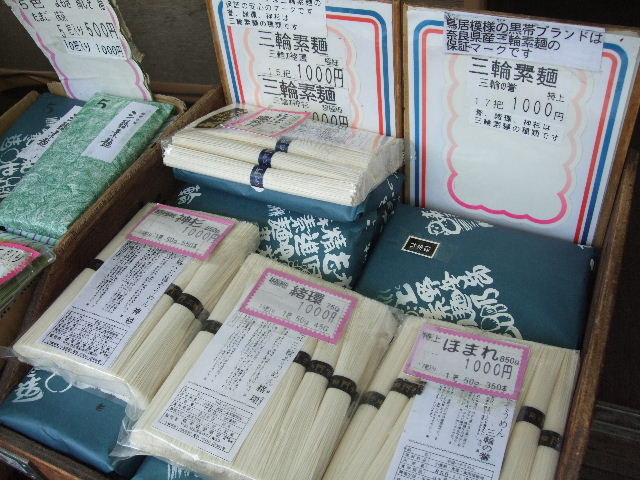
三輪素麺
日欧EPAにて、三輪素麺などの日本で保護されている地理的表示の一部がヨーロッパでも保護されることになった。

欧州連合は欧州域内での地理的表示の保護に熱心に取り組んでいる一方で、二国間、多国間に関わらずそれぞれの貿易交渉において欧州の地理的表示の権利が欧州外でも保護できるような内容の貿易協定を締結するようにも努力している。前述のとおり、貿易相手国すべてに対し欧州規則で一律に相手の同意なく欧州同様の地理的表示の保護制度を要求するのはTRIPS協定違反であるが、個別の貿易交渉で参加者が欧州の求める地理的表示保護を実現する協定を結ぶのならば、それはもちろん問題にはならない。欧州連合は次のようなTRIPSプラスを提案している、とラマンは2013年のレポートで述べている。
- ワインや蒸留酒に対して与えられている地理的表示の保護のレベル[注釈 10]の範囲を他の農産物や食品への拡大。
- ワイン、蒸留酒、その他の農業製品を含む41の欧州産製品[注釈 11]の地理的表示の保護の自動的、絶対的付与。
- 多国間の地理的表示の登録で、参加国・非参加国を問わず法的に有効なものの導入。
- 地理的な名称を含むか、それと一致する商標の使用の禁止、取り消し、登録の拒否。
- 現存する生産者や良く知られている保護された地理的表示を認めるための、地理的名称の保護の例外と制限を見直す選択肢の調査。

日欧EPAの交渉においても、ゴルゴンゾーラなどの欧州で保護されている地理的表示のいくつかが日本でも保護される事になった。もちろん日本で保護されている地理的表示の一部も互恵的に欧州において保護される。

## 商標との関係

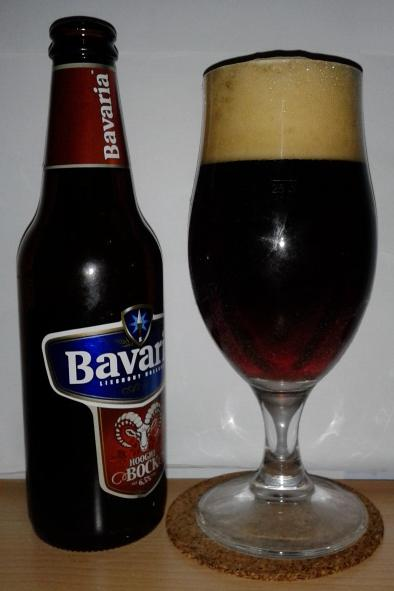
バヴァリア(ビールの商標)
バヴァリアとはドイツのバイエルンのことであるが、そこで製造されているわけではない。バイエルン産のバイエルンビールというものが他にある。

前述のとおり、紛争処理のためにWTOに持ち込まれた欧米間の紛争案件であるDS174においてWTOのDSBが設置したパネル（小委員会）では、商標と欧州理事会規則の定める地理的表示の保護の関係についても詳しく検討された。
まず、世界的な取り決めとして、TRIPS協定は商標の所有者がその商標を独占的に用いることができる権利を定めている。
欧州における地理的表示保護の制度においても、商標として登録されている名称は地理的表示として登録できないことにはなっているが、「商標のもつ評判や名声、使用されている期間に照らして」と条件が付いている。先行して商標がすでに登録されていた場合でも、その商標が相応の評判や名声を持っていなければ、地理的表示としても登録され、別々の製品が同じ名前で共存することになる。
この規定で同じ名前が地理的表示と商標で共存したのは、DSBがDS174のために設置したパネルが議論を続けていた時点で一つのケースだけであった。それは2001年に地理的表示保護 (PGI) として登録された「バイエルンビール (Bayerisches Bier)」である。“BAVARIA”や“HØKER BAJER”などの商標が以前から登録されていたが、欧州共同体は混乱する恐れがないとして同じ名前バイエルンの名を地理的表示として登録した。
ただし、混乱する恐れがあるかないかは判断の分かれるところで、バイエルンビールという商標についてはアメリカは混乱する恐れがあると主張した。そもそもアメリカの商標法には“first in time, first in right”（最初の者が、最初に権利を持つ）の原則が適用されていて、先に商標として登録されたら地理的表示と言えども後から権利を主張することはできないことになっているのである。
このパネルの議論においては、いずれにしてもバイエルンビールの例は例外的な例であるというのが欧州側の認識であった。それで当時の欧州共同体は主張するところでは、実際に商標と地理的表示が共存している例が一つあったとしても、欧州においては地理的な名称が商標として登録されることができないことになっていることから、同じ名前が地理的表示と商標で共存するというケースはごく稀であるという主張したのである。ところが、調べてみるとカラブリアという商標がパスタの商標として登録されていたり、他にもダービーやヴィナーヴァルドなどの地理的な名称が商標として登録されていることが分かった。地理的な名称が必ずしも商標登録の際に避けられているわけではないということである。

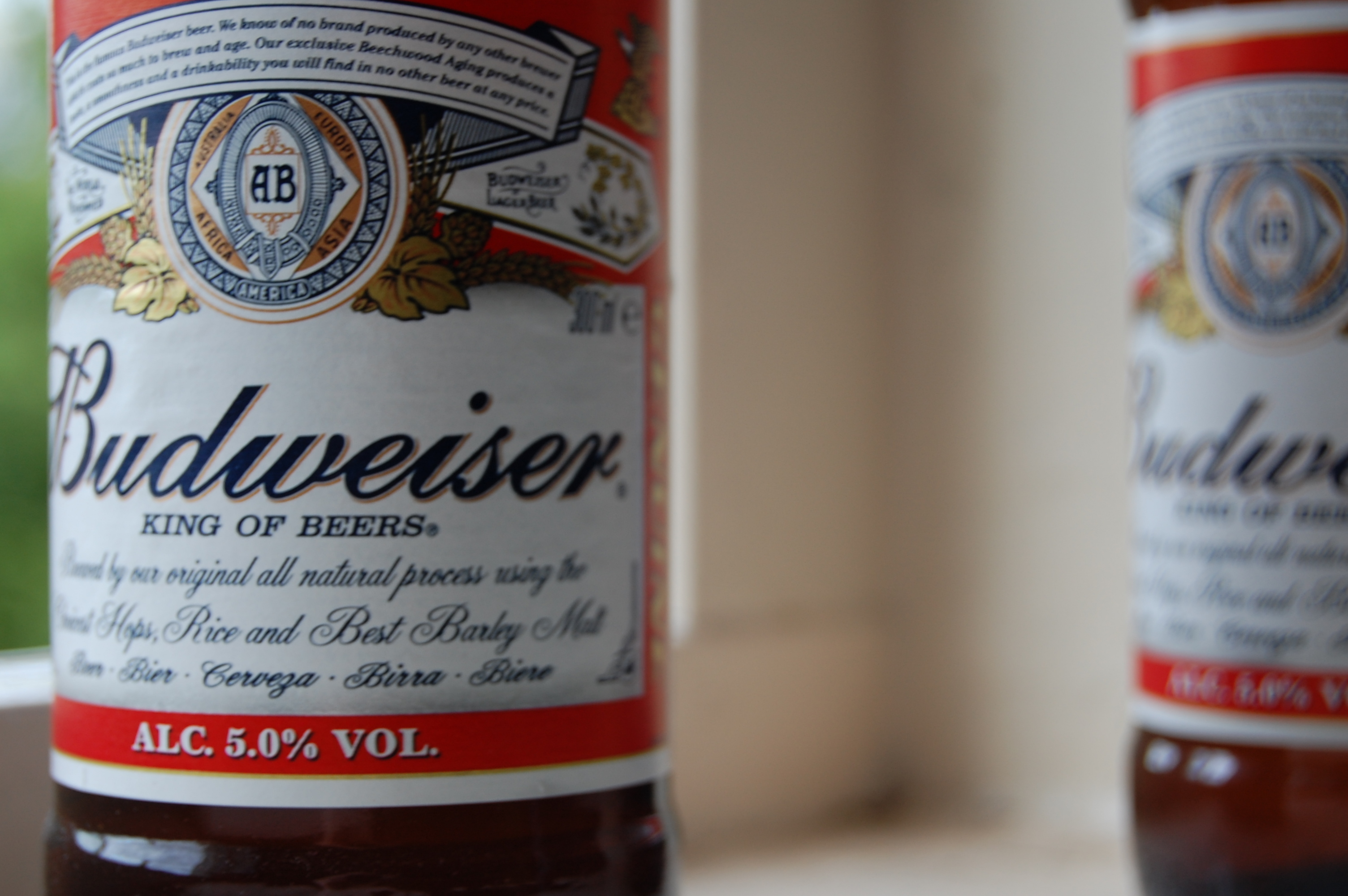
バドワイザー(ビールの商標)
19世紀にアメリカ人の実業家がチェコのビールの産地の名を使ったため、商標と地理的表示が重なっている。

この他にも、欧州共同体は、商標に使用実績があり、評判や名声を持っている場合については、消費者を混乱を避けるためにそのような地理的表示は登録できないと欧州理事会規則で規定しているとも主張した。
しかし、商標として「バドワイザー」（Budweiser）が欧州内のいくつかの国で登録されているにもかかわらず、"Budĕjovické pivo"（ブジェヨヴィツキェ・ピヴォ / ブドヴァイス・ビール）、"Českobudĕjovické pivo"（チェスコ・ブジェヨヴィツキェ・ピヴォ / チェコ・ブドヴァイス・ビール）および "Budĕjovický mĕšt’anský var"（ブジェヨヴィツキェ・ミェシタネ・ヴァル / ブドヴァイス市民醸造所）が地理的表示として登録されている。このことが消費者の混乱を招きかねないことは、欧州共同体も否定はしなかった。
なお、このバドワイザー という商標が地理的表示と同じであるのは偶然ではなく、19世紀にアメリカの実業家がビールを販売する際、古くからビールの産地として知られているチェコのベーミッシュ・ブトヴァイスにあやかった名前としてバドワイザーと名付けたことによる。さらに、商標の評判があるにしろないにしろ、商標の所有者が、地理的表示として登録されることに対して異議をとなえる機会がないか、限られていることもパネルは指摘した。
このように商標の所有者にとって不利と言える例が存在しないわけではないが、欧州理事会規則の内容は、最終的にはTRIPS協定に定められている例外として認められた。ただし、パネルは以下の事項を理由としてそのことを認めるものとした。
1. もし新たに登録される地理的表示が、すでに登録されている商標と関係があるものと消費者に誤解されそうな場合、その地理的表示は登録しない[69]。
2. 地理的表示の申請が、利害関係のある第三者の直接の異議申し立ての対象となる[70]。
3. 欧州理事会規則は地理的表示の使用のみを正当化するのであり、先行する商標の所有者はその地理的表示が商標と紛らわしい形で使用されることを防ぐことは許されている[71][72]。

なお、現行の欧州規則No1151/2012では「異議申し立て手続き」という条項があり（15条）、異議申し立ての方法や期間が規定されている。

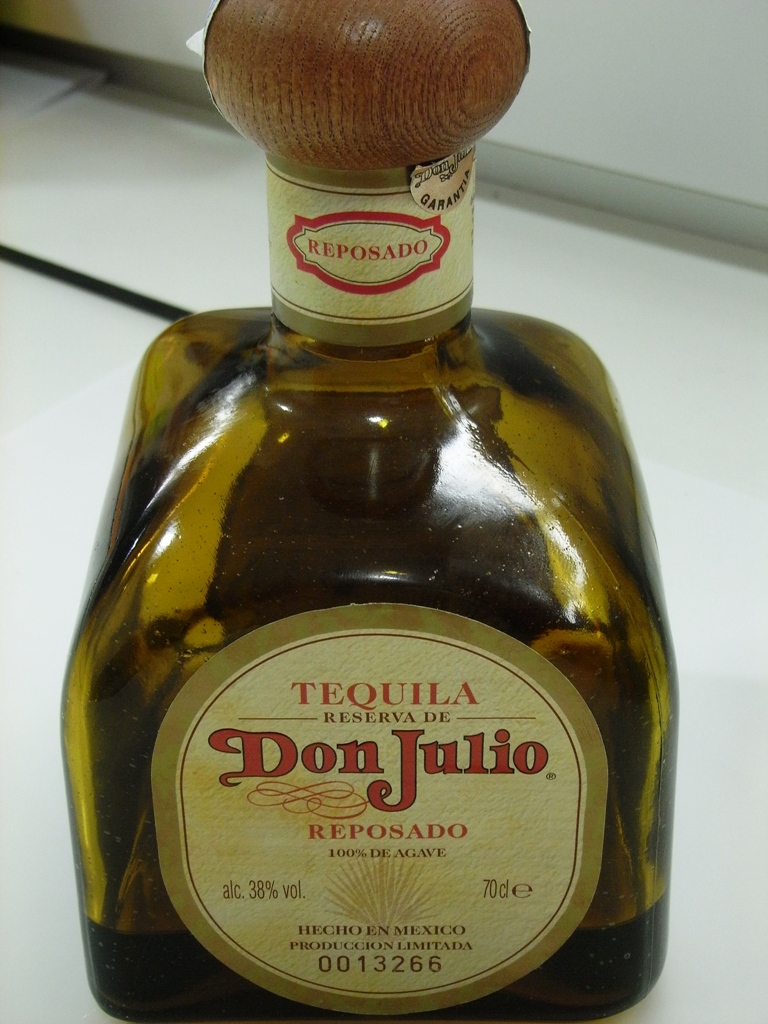
テキーラ(メキシコ)
『テキーラ』はメキシコで地理的表示として登録されている。ヨーロッパでも保護されており商標には使用できない。

一方、欧州自身の商標制度では、地理的表示を保護するために欧州連合の法律・制度あるいは国際協定によって除外されているものは商標登録できないとしている。このことによって、例えば『Mezcal 52』という商標が登録を拒否されたが、その理由の一つが、登録を出願された商標に地理的表示が含まれていることであった。Mezcalはメキシコで地理的表示として登録・保護されている名称である。また、これもメキシコの地理的表示であるTEQUILAを含むとして、『TERRA TEQUILA』という商標がやはり登録を拒否されている。欧州とメキシコの貿易協定によってこれらの地理的表示をヨーロッパでも保護することになっているのである。
証明商標と団体商標は地理的名称が含まれていても登録することができる。例えばパルマハムは『PROSCIUTTO DI PARMA』という名称やパルマハムのロゴが団体商標として登録されている 。

### 地理的表示保護 (PGI) に商標が似ているとされた例

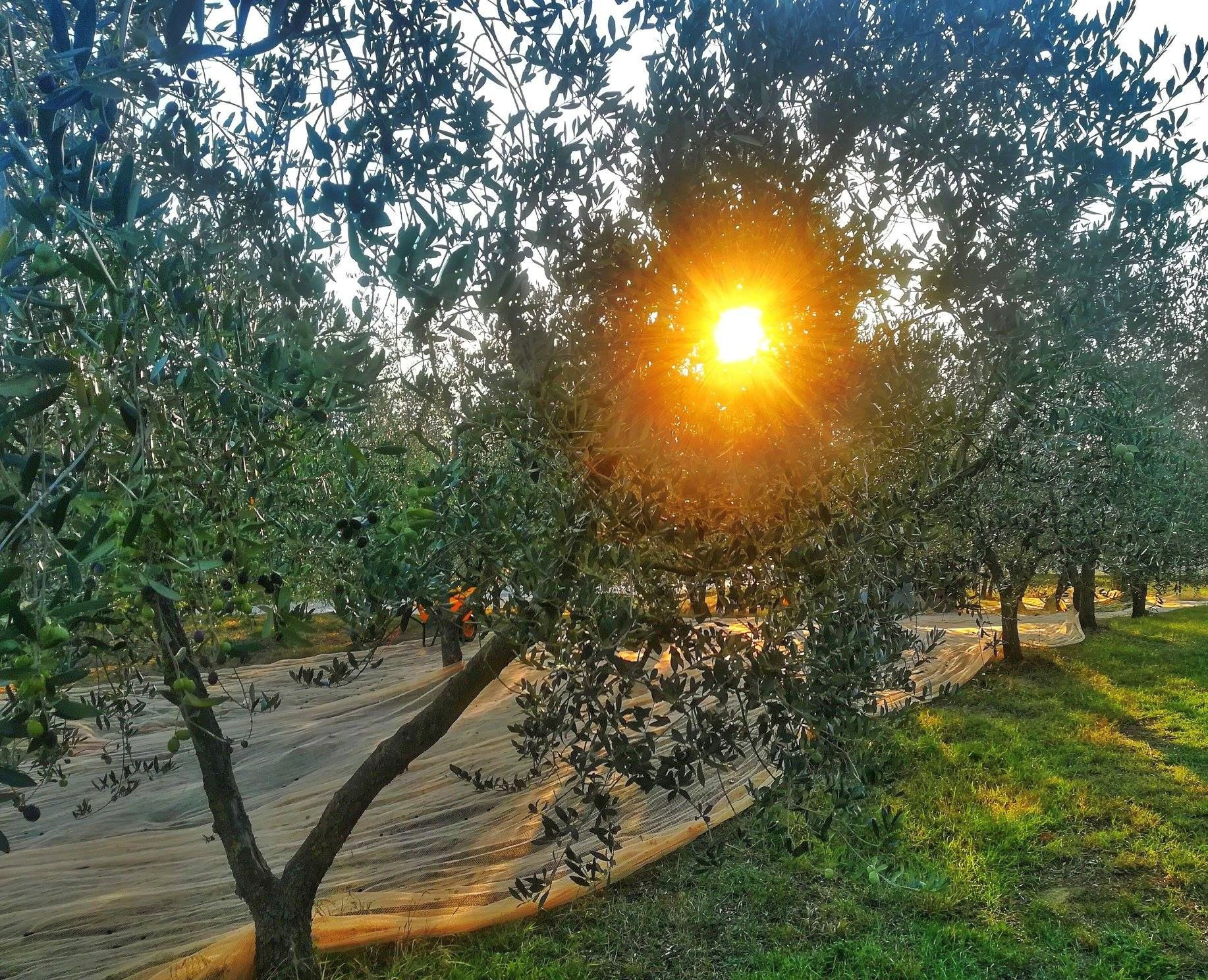
トスカーナのオリーブ畑
TOSCANOの語はPGIとして登録されている。

以下の例は新たに登録された商標と保護された地理的表示 (PGI) が対立した例である。新たに登録が申請された商標がすでに登録された地理的表示に似ているとされた。何をもって「似ている」とされるのかを示す事例の一つである。
「トスコロー (TOSCORO)」という商標が欧州連合知的財産庁 (EUIPO: European Union Intellectual Property Office) に申請され、2003年11月17日に登録された 。ところが、PGIトスカーナ保護・促進共同体 (Consorzio per la tutela dell’olio extravergine di oliva Toscano IGP) が、オリーブオイルについて保護された地理的表示 (PGI) である「トスカーノ (TOSCANO)」によく似ていて紛らわしいという理由で、欧州規則No 2081/92に基づきこの商標登録は無効であると申し立てた。これをうけてEUIPOは2013年11月29日にその登録を、ニース協定の定める第29類（オリーブオイルが含まれる）と第30類（ドレッシングなどが含まれる）について取り消した。これを不服とする商標「トスコロー」の所有者はEUIPOに不服を申し立てたが聞き入れらなかった。EUIPOの再審査部門は第29類に含まれるオリーブオイルにおいて、PGIの「トスカーノ (TOSCANO)」との類似性を認めたからである。そのため商標「トスコロー」の所有者はEUIPOを相手取って、オリーブオイルについて商標が有効であると認めるように欧州第一審裁判所に訴えを提起したのである。

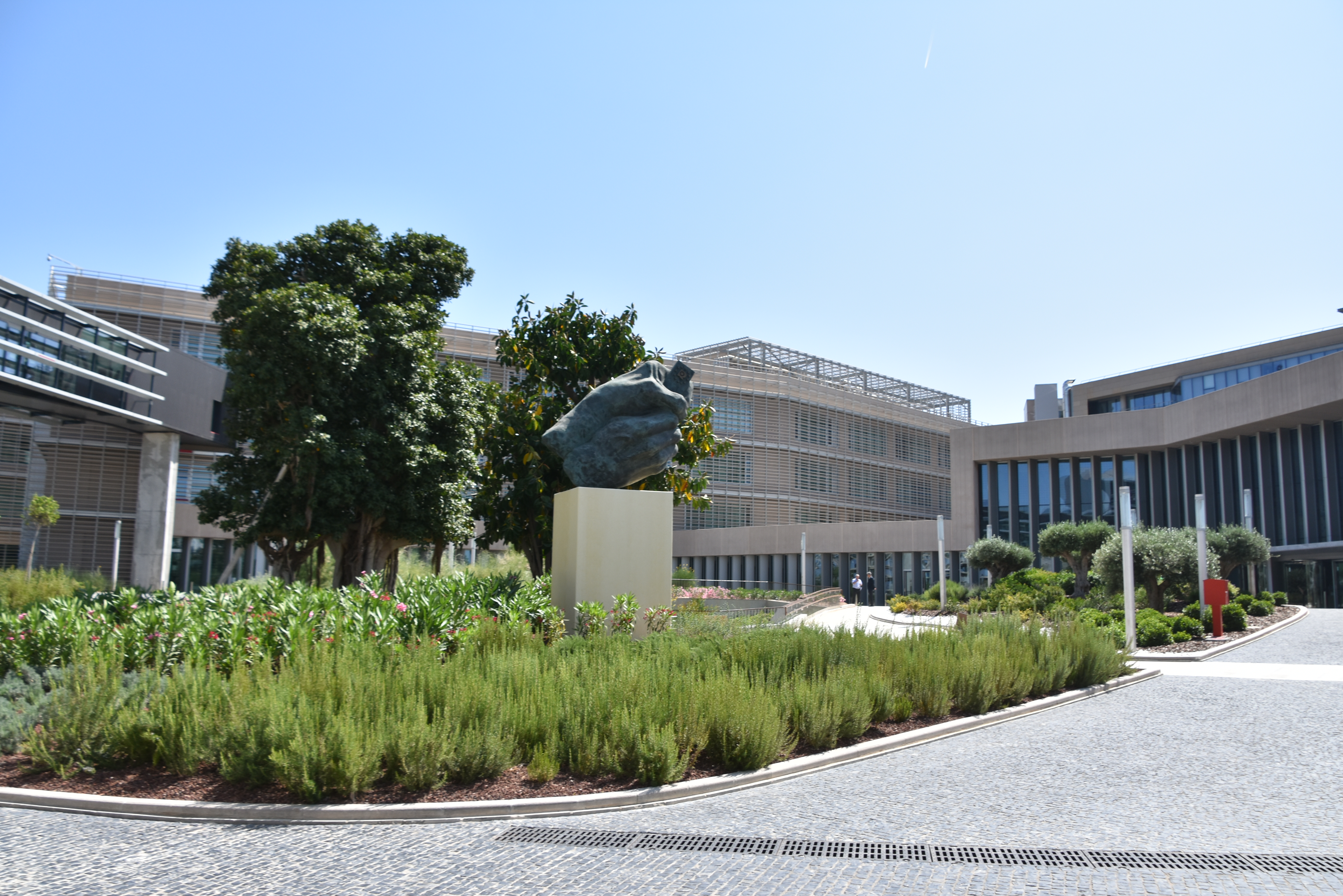
欧州連合知的財産庁
欧州における商標登録を司っている。

この裁判でも主要なポイントになったのは欧州理事会規則 No 2081/92の13条 (1) (b) 項に使われている「喚起 (evocation)」という言葉である。欧州裁判所は、「喚起(evocation)」という語で意味する概念は、製品を指すために使用された用語が保護された名称の一部を含み、その結果として、消費者がその製品の名前を前にしたときに消費者の頭に浮かぶイメージが、保護されている用語で示される製品のイメージであるような場合を含んでいる、とした。
一方、商標「トスコロー」の所有者は、「トスコロー」と「トスカーノ」ではアクセントの場所が違うので全く違って聞こえる、と主張した。しかし、裁判所は過去の判例を引用して、
- 消費者は単語を見たときに最初の部分（この場合は“tosc”）により注意を払うものであること[84]。
- どちらの名称も同じ文字“o”で終わっていること[85]。
- 7文字のうち5文字が共通で、しかもどちらも3シラブルで構成されていること[86]。

を指摘し、それらを根拠とした類似性に関するEUIPOの再審査部門の判断を支持した。
この判決により、EUIPOが商標同士の類似性を判断する基準が商標と保護された地理的表示 (PGI) の類似性を判断する基準となることが裁判所によって確認され、また、商標を登録しようとするものは既存の商標だけでなく保護された地理的表示 (PGI) や保護された原産地呼称 (PDO) にも注意をしなければならないことがになることが示されたということになる。

### 商標登録が取り消された例

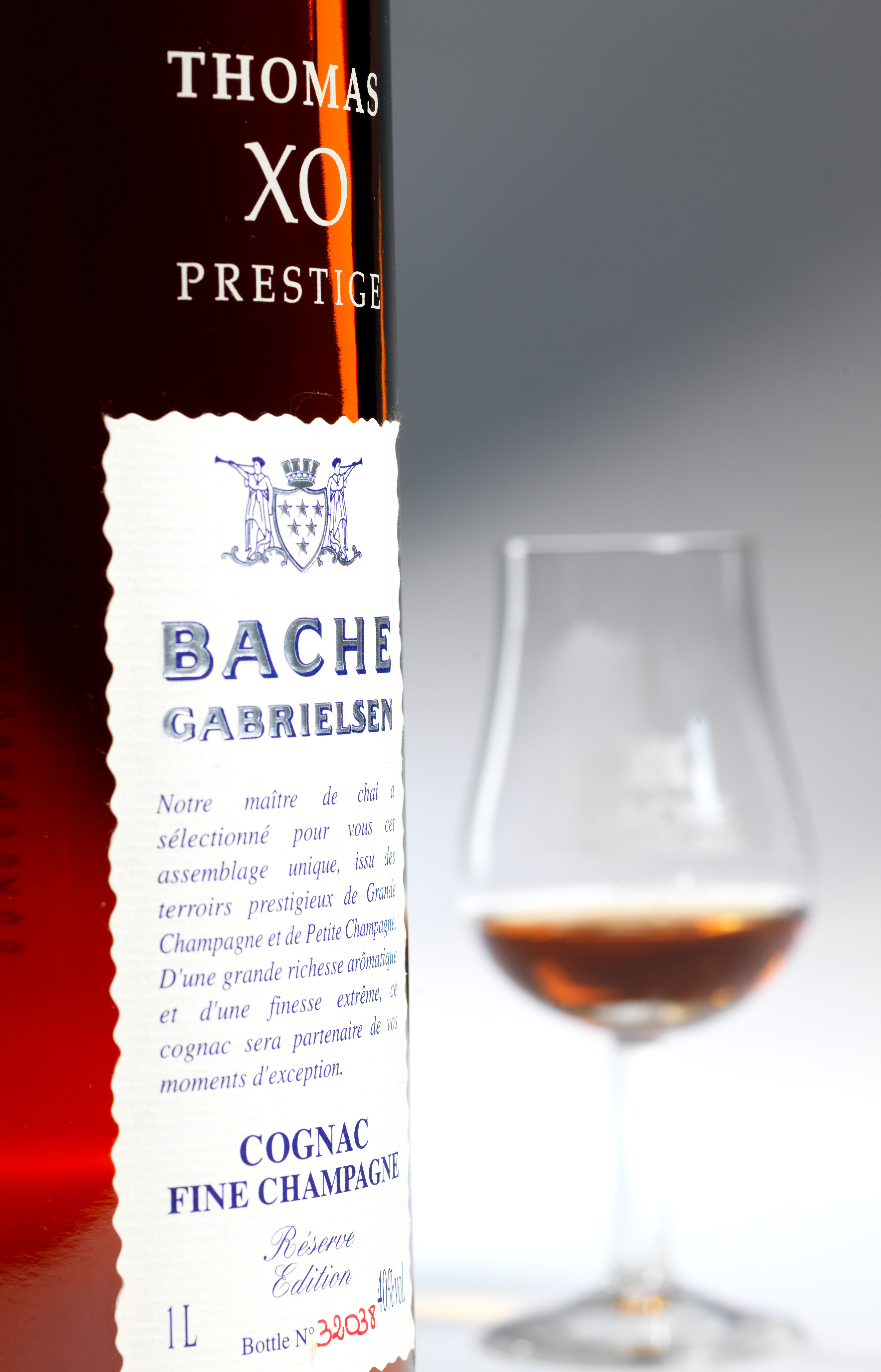
本物のコニャックのひとつ:
バッシュ・ガブリエルセン
コニャックという地理的表示が過去の商標登録を無効にした例がある。

以下の例は、欧州理事会規則が発効される前に登録された商標に、欧州理事会規則がさかのぼって適用されて商標登録が取り消された例である。地理的表示の保護という「達成すべき目的が非常に求められて」いることを示す実例の一つとして取り上げる。
フィンランドにおいて“COGNAC”および“HIENOA KONJAKKIA”という表示を含むラベルと“KAHVI-KONJAKKI”および“Café Cognac”という表示を含むラベルが、2001年に商標として出願され、2003年に商標登録された。コニャック (Cognac) の地理的表示の権利者である全国コニャック専門家事務所 (BNIC: Bureau National Interprofessionnel du Cognac) は、この商標登録に気が付き、異議をとなえた。それを受けたフィンランドの特許・登録局の判断は揺れたものの、最終的に2007年には両方のラベルとも登録商標として確認された。
次にBNICはこの最終決定を無効にする訴えを裁判所に提起したのだが、審理の最中の2008年にワインと蒸留酒の地理的表示の保護に関する欧州理事会規則No110/2008が発効された。新しい欧州理事会規則の23条 (1) 項によれば、対象になっている2つのラベルは商標登録が拒否されるか取り消されるべきものである。そこで、フィンランドの裁判所は欧州裁判所に、2003年に登録された商標に対して2008年の理事会規則が適用されるものか問い合わせたのである。
欧州裁判所はこの欧州理事会規則が過去にさかのぼって適用されるとした。理事会規則を、それが発効した5年も前の商標登録に適用するということは一見したところ奇妙に見える。しかし、TRIPS協定の発効をうけて、地理的表示が保護されるべきであることを規定している欧州規則No3378/94が1996年にすでに発効しており、欧州理事会規則No110/2008はそれを継承している規則である。そして欧州理事会規則No110/2008の23条 (1) 項はその地理的表示の保護を実施するにあたっての統一条件を表しているに過ぎない。つまり、この欧州理事会規則をさかのぼって適用させるとしても、法安定性の原則も関係者の正当な期待の保護の原則も崩すことにはならないとした。正当な期待が保護されているならば、規則が達成すべき目的が非常に求められている場合には例外的に規則をかさのぼって適用してい良い事になっているので、最終結論として欧州理事会規則No110/2008が2003年の商標登録に適用できるとした。

## 地理的表示とドメイン名
インターネット・プロトコル (IP)においては、ネットワーク上の機器はそれを識別するためのIPアドレスを持っている。ところがIPアドレスは8ビットの数字（0から255）4つの組であり人間が扱うには不便である。そこで通常はドメイン名を使用して通信の相手先の機器を指定する。ドメイン名は人間が覚えやすい文字及び記号の列である。ドメイン名はDNSサーバの助けを借りてIPアドレスに変換でき、ネットワーク上の機器同士はIPアドレスを使って接続される。
このDNSの仕組みは大変便利な仕組みで大変に成功したといえるのだが、ドメイン名が企業や個人の独自性を示す方法の一つになるとDNSは「それ自身の成功の犠牲者となった」。つまりサイバースクワッティングのことである。悪意を持ってドメイン名を取得し、それを転売して金銭を取得する者が現れたのである。そこで、アメリカおよびWIPOメンバー各国の提案に基づき、WIPOは、DNSを管理するICANNへのレポートを1999年にまとめた。それをもとに確立されたのが統一ドメイン名紛争処理方針 (UDRP) である。
UDRPの定めるところでは、第三者（訴えを起こした者）が以下のことを訴えた場合にドメイン名の所有者は行政手続きに応じなければならないとしている。
1. ドメイン名が、訴えを起こした者が権利を持っている商標[注釈 20]と同一であるか紛らわしいほどに似ており、且、
2. 所有者がそのドメイン名に関して何ら権利を持っていないか、合法的な利害関係を持っておらず、且、
3. 所有者が悪意なくそのドメイン名を登録し、使用している場合。

3つの条件がすべてそろうことが必要である。

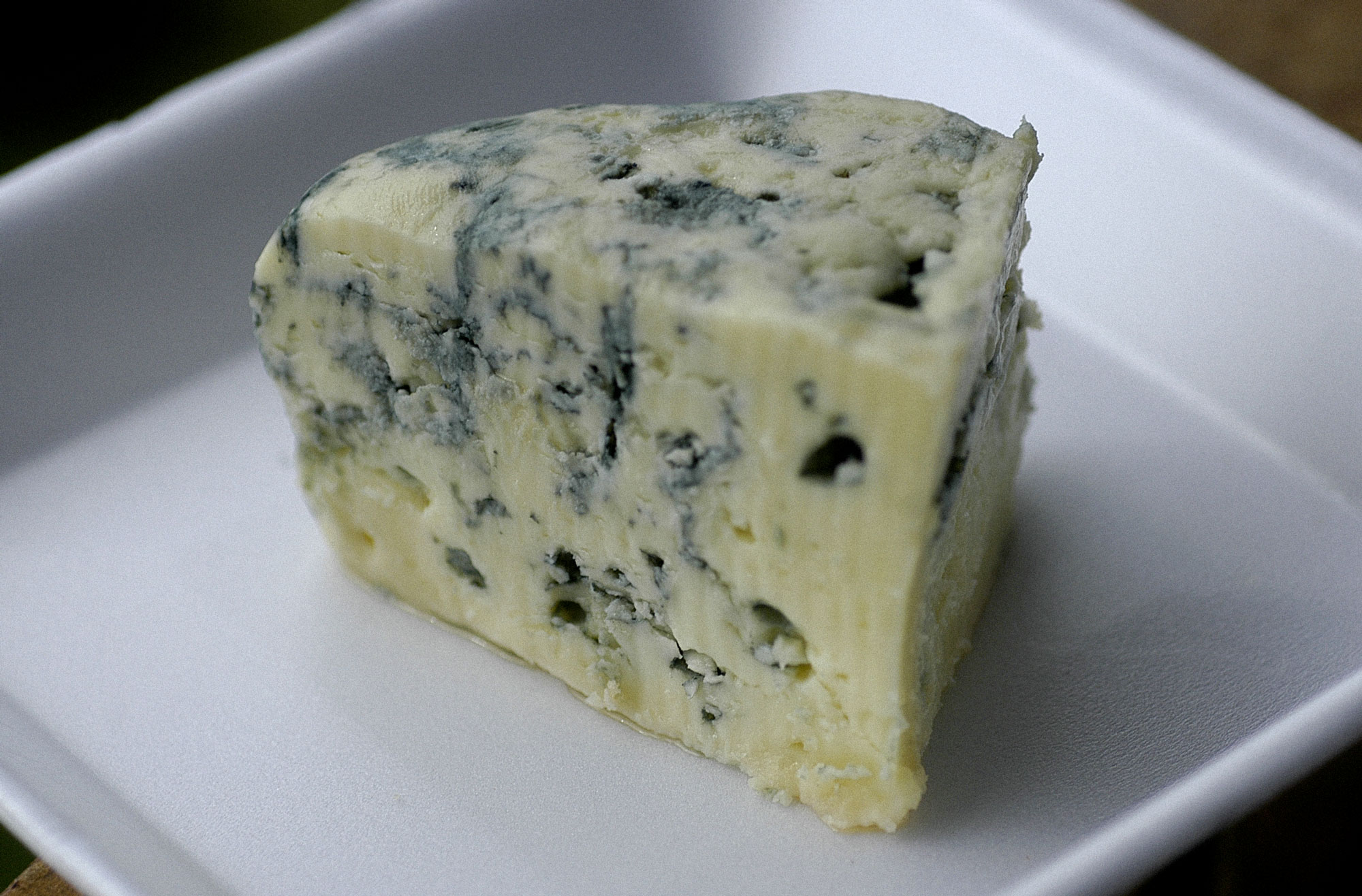
ゴルゴンゾーラ
良く知られたチーズであることからしばしば地理的表示に関する権利の紛争の元になる。

ここで注目すべきであるのはUDRPは商標の権利のみを紛争処理の対象としていることである。WIPOのレポートの暫定版（1998年12月）の段階では商標だけでなく、地理的表示を含むすべての知的所有権を対象に検討されていた。しかし商品名、地理的表示、個人の権利などはそれぞれの国の法律が互いに調和しているとは言えず、UDRPからは除外された。

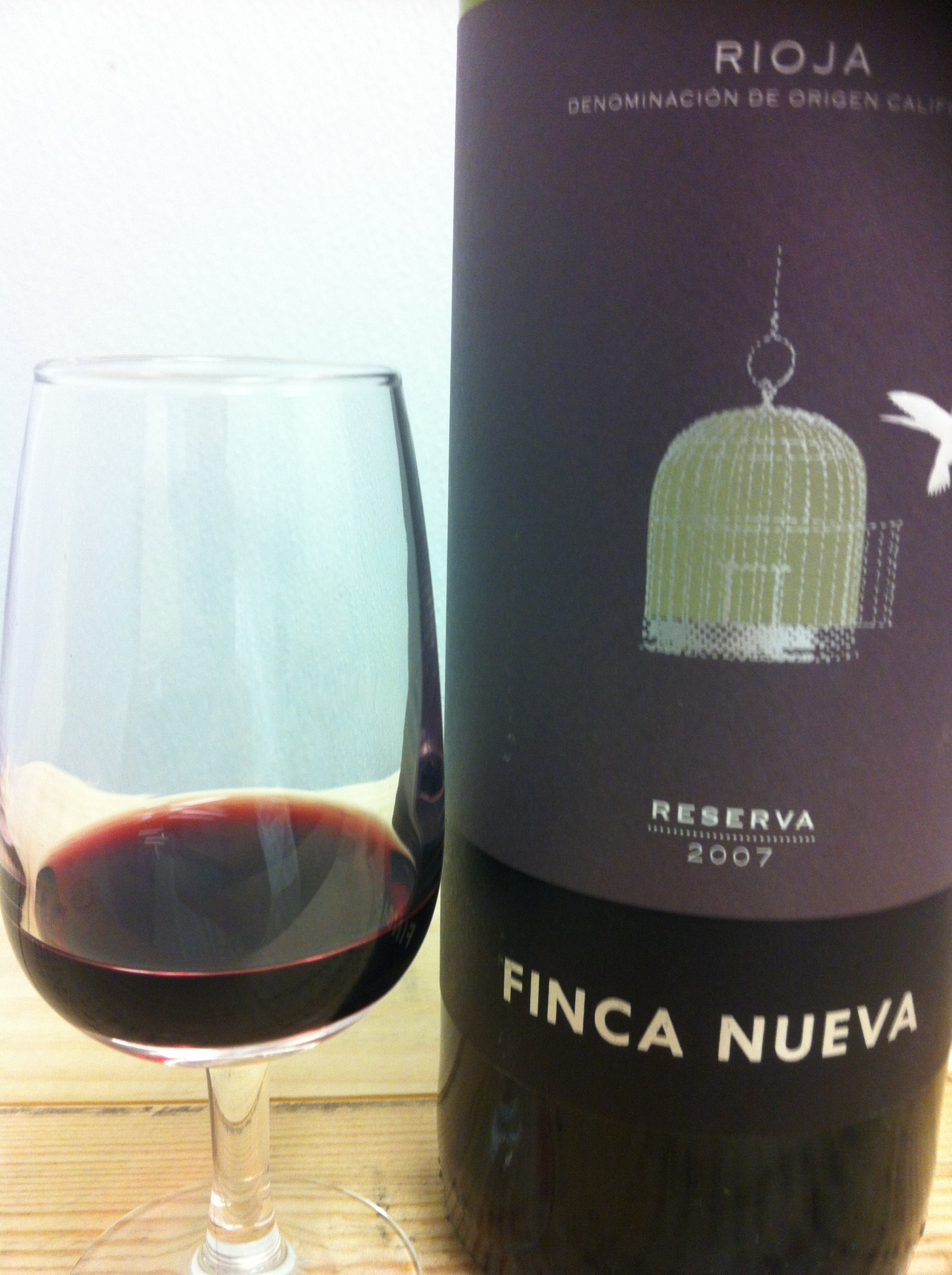
リオハ(Rioja)ワイン
リオハワインと無関係の rioja.com というドメイン名が登録されたことの正当性をあらそった。

もちろん地理的名称も同時に商標としても登録されていればUDRPの対象になる。以下の例はUDRPで地理的表示の仕様の是非が争われた例である。
ゴルゴンゾーラと gorgonzola.club (WIPO Case No. D2017-0554)
イタリアのノバラ・ゴルゴンゾーラチーズ保護共同体が、“gorgonzola.club”というドメイン名を登録したアメリカの人物に対して起こした争いである。アメリカでノバラ・ゴルゴンゾーラチーズ保護共同体が所有している商標は最終結論 (ADMINISTRATIVE PANEL DECISION) の中で“CG GORGONZOLA Mark”と呼ばれているアルファベットの“c”と“g”を組み合わせたロゴマークだけで、このロゴマークにはゴルゴンゾーラという名称は入っていない。とはいえ、これがゴルゴンゾーラを意味すると知っている消費者は、確かに“gorgonzola.club”というドメイン名からゴルゴンゾーラという、そのロゴマークが商標登録されているイタリア特産のチーズを考えて紛らわしいであろうことは認められた。また、ドメイン名の所有者がこのドメイン名に関してなんの権利も法的な利害関係も持っていないことも認められた。しかし、悪意を持ってこのドメイン名を登録した証拠はないとされた。結論として、3つ要件のすべてを満たさなかったのでこの訴えは却下された。
リオハ (Rioja) ワインと rioja.com (WIPO Case no. D2018-0168) 
リオハ認定原産地呼称規制理事会はリオハ・ワインの地理的表示の管理を担っているが、この組織が1996年に登録されたrioja.com というドメイン名に対して訴えを起こした。理事会はリオハの語を含む商標を登録していたし、またriojawine.com というドメイン名を所有していた。rioja.com の所有者は、リオハの地名は世界中にいくつかあり、リオハの語が商標の権利を侵害しているということにはならないと反論した。しかしWIPOのパネルはUDRP4条a項の第一の条件には該当すると認めた。しかし、この場合でもドメイン名の所有者が悪意をもってこのドメイン名を登録したという証拠が不十分であるとされ、訴えは却下された。
シャンパンと champagne.co (WIPO Case No D2011-0026)
シャンパーニュ委員会 (CIVC) は champagne.co というドメインに名に対して訴えを起こしたのだが、この場合はCIVCは champagne の語に関するなんの商標も登録していなかったので、訴えは却下された。パネルはUDRPにおいては地理的表示は紛争処理の対象になっていないことを強調し、この決定の内容は前述のリオハ・ワインに関するUDRPでも引用されている。また、ドメイン名の所有者はCIVCの訴えをドメイン名逆ハイジャック（reverse domain name hijacking：悪意を持ってドメイン名の正当性に関する訴えを起こすこと）だと非難したのだが、パネルはハイジャックには当たらないとした。
上の3つの事例のうち2つは、UDRP4条a項の第三の条件を満たさないとされている。つまりドメイン名が悪意を持って取得されたかどうか、という条件である。このことについては WIPO Overview of WIPO Panel Views on Selected UDRP Questions, Third Edition (“WIPO Jurisprudential Overview 3.0”) に、どのような場合を悪意を持って取得されたというのかが規定されている。

## 農業政策としての原産地呼称および地理的表示の保護

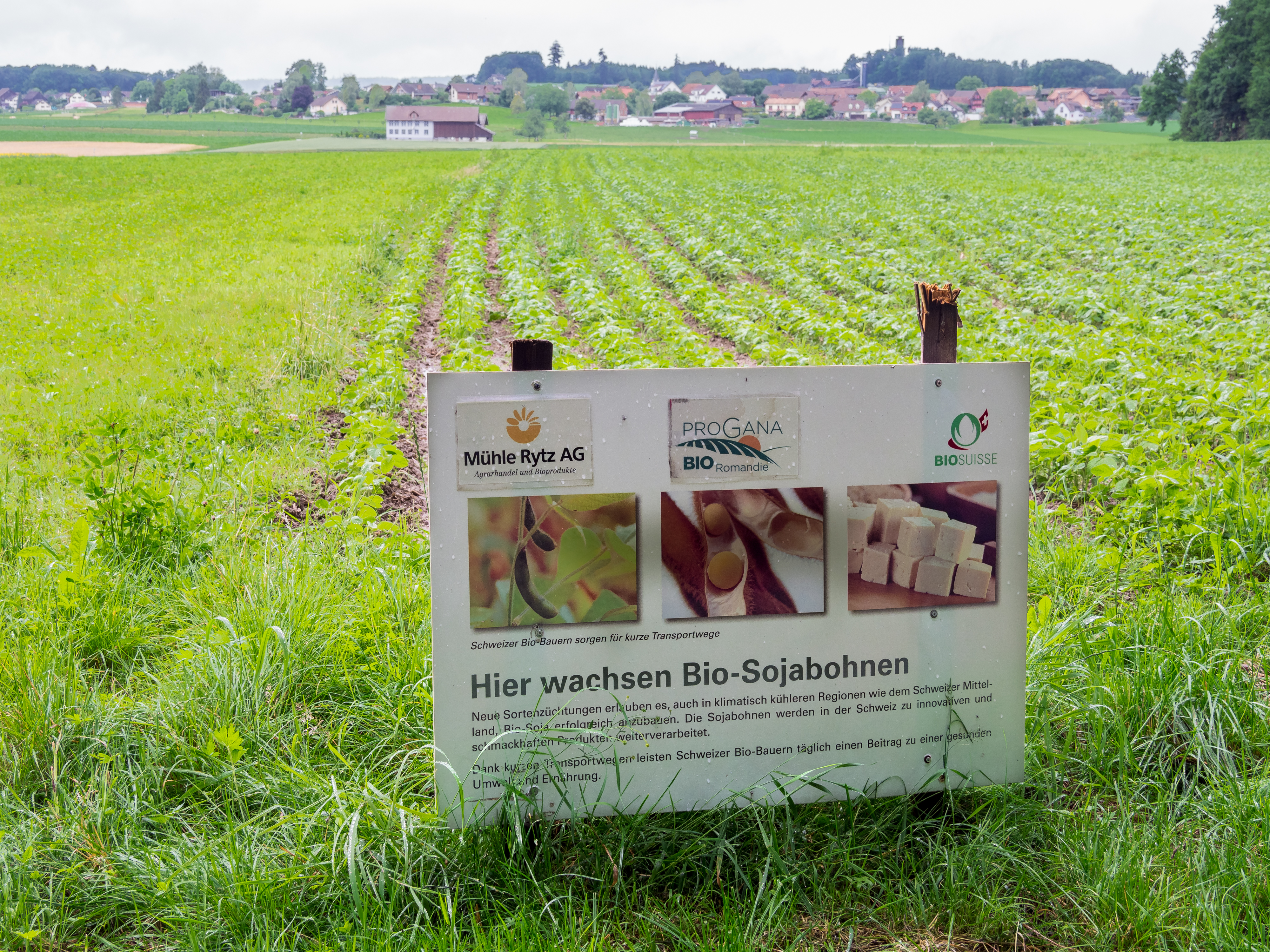
有機栽培の大豆畑(スイス、ヴェルディ)
農産物に付加価値を付ける方法として、有機栽培を行うというような方法もある。

一度原産地呼称や地理的表示が保護の対象になったならば、その地域の生産者は保護の申請をした団体に属していようといまいと明細書の通りに製品を製造していればPDOやPGIの表示を使用することができる。
原産地呼称保護や地理的表示保護の経済的な重要性は大きい。農産物に付加価値をつけようとする場合、有機農産物を作るというような方法もある。しかし、この種の方法ではすぐに誰もが参入してきて生産者の受け取るレントはゼロになる。一方、地理的表示により差別化した場合には、それが保護されている限り他の生産地で模倣することはできない。生産者はレントを受け取り、それは労働力、技術・技能、土地、知的財産などに再投資され、また、地域外からは生産品のプレミアム価格、観光産業と結びつく評判、加工品の販売促進などの利益があり、地理的表示は農村部発展の好循環を生んできている。
原産地呼称保護のような公的な地理的表示保護制度が、本当に生産者の経済的利益になるかという点は地理的表示保護制度をめぐるテーマの一つである。
小規模の生産者にとっては特別な質を持つ製品に対して自身が投資することは、費用が掛かりすぎるし、また大手企業に比べて資金を調達することも難しい。もっとも、ある新製品を開発したとして、独自のラベリングを適用し、製品の開発費および宣伝費を、生産者のグループを組織してそのグループで負担することもできる。この場合、開発費および宣伝広告費が生じるが、変動原価は少なく、生産規模は大きくなる。一方で、ニッチ戦略を選択し、公的な原産地呼称保護の対象として販売する場合は、その特別な質を実現するために変動原価は高くなり、生産量にも制限があるが開発費および宣伝広告費は低く抑えることができる。結論としては、原産地呼称保護のラベルが効果的かどうかは、開発費および宣伝広告費といった固定原価と、生産に関わる変動原価の比較で決まる。

### 地理的表示保護と自由競争市場

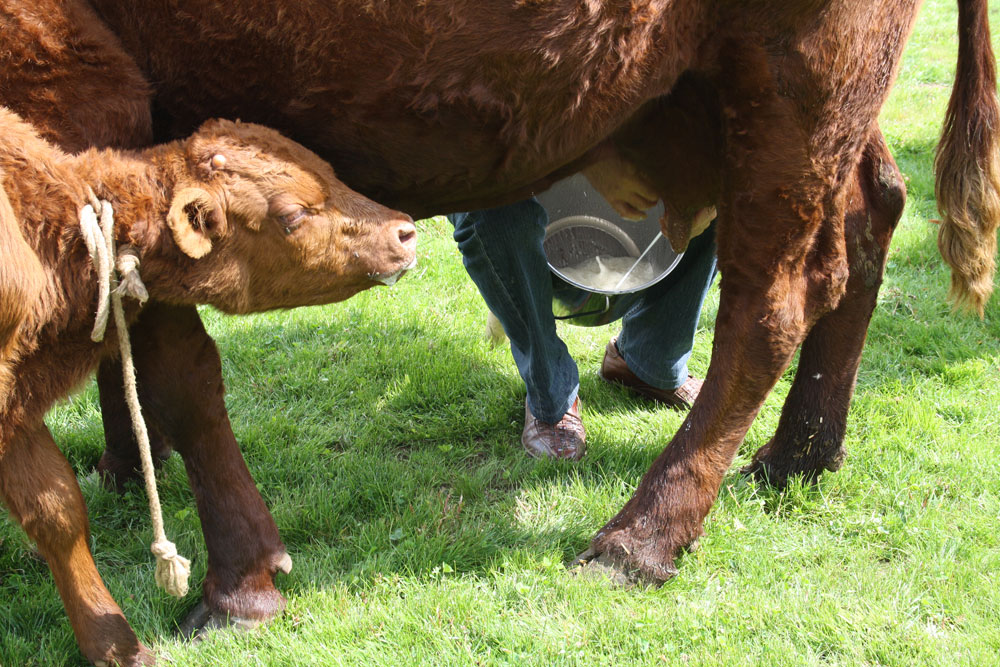
カンタル(フランス)のサレール種の牛
この牛乳は、カンタル地方の多くの原産地呼称保護の対象になっているチーズの原料になる。

地理的表示が保護された農産物や食品(特に原産地呼称保護の対象製品)の生産には、それに携わる参加者の間である程度の調整が必要である。もっとも多くあげられる理由は、対象製品の明細書で決められた特性、つまり消費者がその製品を選ぶ理由となる特性がその製品に備わっていなければならないからである。このことに対しては単に製造工程のみでなく、サプライチェーン全体を管理することが求められる。その一方で、例えば、供給量を制限することで原料の価格を押し上げるというような、市場の適切な運営を妨げる恐れもある。
とはいえ、原産地呼称保護の対象製品に関するサプライチェーンにおいて自由競争が実際に阻害されているかというと、必ずしもそういうことにはならない。例えば、フランスの、カンタルとコンテの牛乳市場を調査してみたところ、その市場は完全競争の状況のようであった。
この地域ではカンタルチーズ、ブルー・ドーヴェルニュ、フルム・ダンベール、サン＝ネクテール、コンテチーズ、モルビエなど多くのPDOチーズがある。
カンタルは原料供給業者が特に積極的に供給量の調整などを行っていない（行うことができないでいる）例である。ここでは酪農企業のグループによって設立されたいくつかの牛乳処理工場が、チーズ製造業者に原料を供給している。小規模酪農家も供給に参入することは原理的には可能であるが、チーズ製造業者はそのチーズの特性や評判を維持し、また一般市場への適正量の供給を意図しているので、新規の酪農家が参入できない。
一方コンテは、原料供給業者が供給量の調整を行っている例である。コンテでは3,000の酪農家が、140ほどの牛乳処理団体を組織し、フレッシュチーズの製造まで行う。そのフレッシュチーズは最終工程の熟成業者へ供給され、一般市場にチーズを供給するのはこの熟成業者である。しかし、原料である牛乳の生産量は、チーズの適性供給量や適正価格を考慮して酪農家の側が決める。
このように原料供給業者の役割が違う2つの地域であるが、どちらも市場経済をゆがめているとは認められず、有意水準5%で原料供給業者かマーケットパワー（市場価格を支配する能力）を持っているという、統計的に有意なデータは得られなかった。